# Đại học Georgia
Đại học Georgia (University of Georgia, viết tắt là UGA hoặc Georgia) là một đại học nghiên cứu công lập được cấp đất tại Hoa Kỳ, được thành lập từ năm 1785, có khuôn viên chính ở Athens, Georgia. Đại học Georgia là một trong những cơ sở giáo dục đại học công lập lâu đời nhất tại Hoa Kỳ và là trường đại học hàng đầu của Hệ thống đại học Georgia.
Ngoài khuôn viên chính ở Athens với 470 tòa nhà, Đại học Georgia có hai khuôn viên phụ ở Tifton và Griffin và hai khuôn viên vệ tinh ở Atlanta và Lawrenceville. Tổng diện tích của các cơ sở vật chất của Đại học Georgia tại 30 quận của Georgia là 168,10 km vuông.
Đại học Georgia được xếp loại "Loại 1: Đại học tiến sĩ – hoạt động nghiên cứu rất cao" với tiêu chuẩn tuyển sinh "có tính chọn lọc hơn". Là trường đại học hàng đầu của Hệ thống đại học Georgia, Đại học Georgia được nhiều bảng xếp hạng đại học đánh giá là một trong những trường đại học công lập tốt nhất của Hoa Kỳ. Các đội tuyển thể thao liên trường của Đại học Georgia thi đấu trong Cấp bậc I của Hiệp hội Thể thao Đại học Quốc gia Hoa Kỳ và Liên minh Đông Nam. Những cựu sinh viên của Đại học Georgia nhận được Học bổng Rhodes nhiều hơn gần như bất cứ trường đại học công lập nào khác tại Hoa Kỳ và đã nhận được Giải Emmy, Giải Grammy và những danh hiệu khác.

## Lịch sử

### Trước Nội chiến Hoa Kỳ

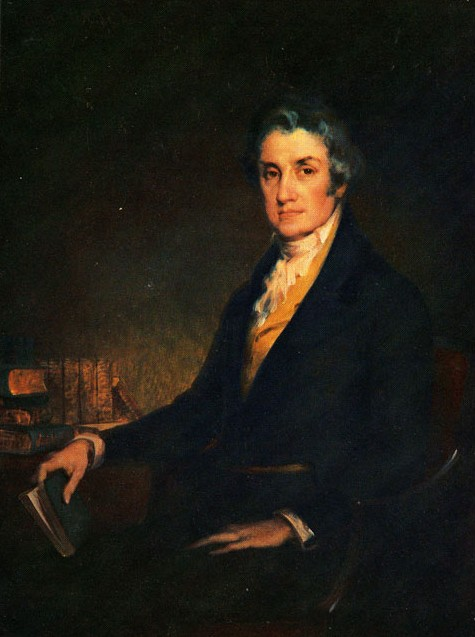
Abraham Baldwin, một trong những người sáng lập và hiệu trưởng đầu tiên của Đại học Georgia

Năm 1784, Thống đốc Georgia Lyman Hall, một cựu sinh viên Đại học Yale và một trong ba bác sĩ đã kí Tuyên ngôn độc lập Hoa Kỳ, thuyết phục cơ quan lập pháp của Georgia cấp 160 km vuông đất và một quỹ vốn để thành lập một "trường đại học hoặc chủng viện phục vụ học tập". Abraham Baldwin, cũng là cựu sinh viên, giảng viên của Yale trước khi chuyển xuống Georgia, là người soạn thảo hiến chương thành lập của Đại học Georgia. Ngày 27 tháng 1 năm 1785, Đại hội đồng Georgia thông qua hiến chương của Đại học Georgia, là trường đại học đầu tiên tại Hoa Kỳ được một bang thành lập. Là một trong những nhà lập quốc của Hoa Kỳ, Baldwin được Georgia cử đi dự Hội nghị Lập hiến vào năm 1786, về sau trúng cử vào Thượng viện Hoa Kỳ và trở thành chủ tịch Thượng viện tạm quyền. Hội đồng trường của Đại học Georgia họp lần đầu tiên tại Augusta, Georgia vào ngày 13 tháng 2 năm 1786. Baldwin được hội đồng trường bầu làm hiệu trưởng đầu tiên.

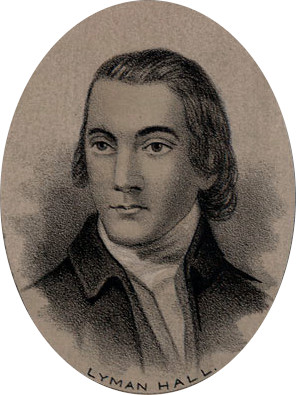
Lyman Hall, một trong những người sáng lập Đại học Georgia

Trong 16 năm đầu tiên, Đại học Georgia chỉ tồn tại về mặt pháp lý. Năm 1801, một ủy ban được thành lập để quy hoạch khuôn viên trường. John Milledge, một thành viên ủy ban, mua 633 mẫu Anh đất ở bờ tây của Sông Oconee và trao tặng cho Đại học Georgia. Năm 2013, còn lại 37 mẫu Anh của mảnh đất này tại Khuôn viên phía Bắc.
Baldwin trúng cử vào Thượng viện nên chọn Josiah Meigs, là cựu sinh viên của ông và đồng nghiệp giáo sư ở Yale, làm hiệu trưởng. Meigs đi chào hàng khắp Georgia để tuyển sinh niên khóa đầu tiên của trường. Đại học Georgia khai giảng vào mùa thu năm 1801 mặc dù không có một tòa nhà. Năm 1802, tòa nhà đầu tiên của trường được khánh thành, kiến trúc phỏng theo cơ sở vật chất của Yale. Chương trình giảng dạy của Đại học Georgia cũng chịu ảnh hưởng của Yale, nhấn mạnh tiếng Latinh và tiếng Hy Lạp. Năm 1803, sinh viên trường thành lập Văn đàn Demosthenes, một câu lạc bộ tranh luận. Niên khóa đầu tiên tốt nghiệp vào năm 1804 với chín sinh viên.
Trong nhiệm kỳ của hai hiệu trưởng tiếp theo, John Brown (1811-1816) và Robert Finley (1817), số lượng tuyển sinh giảm. Hiệu trưởng Moses Waddel (1819-1829) và Alonzo Church (1829-1859) nỗ lực tăng số lượng sinh viên nhập học. Năm 1859, Đại học Georgia có 100 sinh viên, tám giảng viên và thành lập một khoa luật. Church là hiệu trưởng lâu năm nhất trong lịch sử của Đại học Georgia. Khi ông nghỉ hưu, Andrew A. Lipscomb được bổ nhiệm làm hiệu trưởng vào năm 1860.

### Từ Nội chiến Hoa Kỳ đến cuối thế kỷ 19
Đại học Georgia đóng cửa từ tháng 9 năm 1863 do Nội chiến Hoa Kỳ. Tháng 1 năm 1866, Đại học Georgia mở cửa lại với khoảng 80 sinh viên, có những cựu binh được chính quyền Georgia trợ cấp 300 đô la Mỹ với điều kiện phải dạy học ở Georgia sau khi tốt nghiệp. Trường nhận được nguồn tài trợ từ chính phủ liên bang thông qua Luật cấp đất Morrill. Năm 1872, nguồn tài trợ 243.000 đô la Mỹ của chính phủ liên bang được đầu tư thành một quỹ chi ra 16.000 đô la Mỹ mỗi năm dưới sự quản lý của Đại học Georgia, được dùng để thành lập Trường đại học Nông nghiệp và Cơ khí Bang Georgia. Luật Morrill quy định trường nào được cấp đất thì phải tổ chức huấn luyện quân sự; Đại học Georgia bắt đầu huấn luyện quân sự từ thập niên 1870.
Nhiều hoạt động ngoại khóa của trường hình thành từ cuối thế kỷ 19. Năm 1886, những hội học sinh của Đại học Georgia bắt đầu xuất bản Pandora, kỉ yếu của trường. Trong cùng năm, đội tuyển bóng rổ của trường được thành lập. Năm 1892, trường thành lập đội tuyển bóng bầu dục. Cả hai đội chơi trên một sân nhỏ ở phía tây của khuôn viên, hiện nay gọi là Sân Herty. Năm 1883, Văn đàn Demosthenes và Văn đàn Phi Kappa thành lập The Red & Black, là tờ báo sinh viên của trường. Năm 1894, Đại học Georgia cùng sáu trường đại học phía đông nam khác thành lập Hiệp hội thể thao liên trường phía Nam.

### Đầu thế kỷ 20

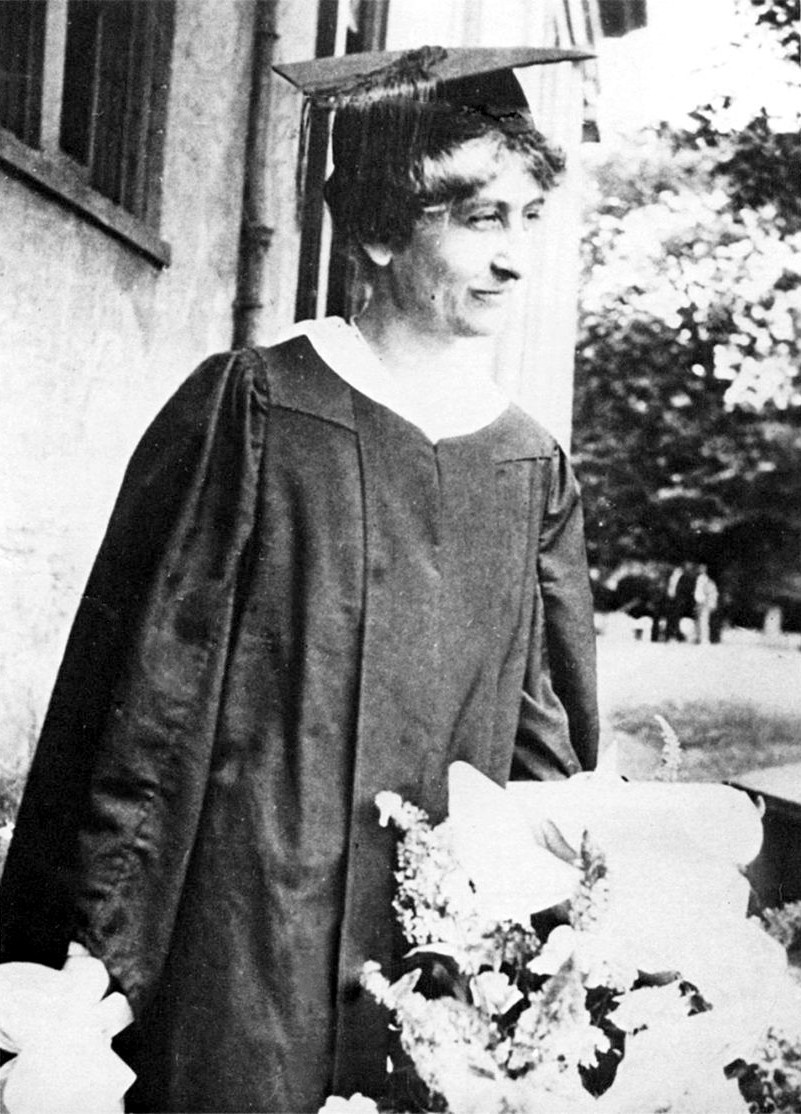
Mary Ethel Creswell, nữ sinh tốt nghiệp cử nhân đầu tiên của Đại học Georgia, năm 1919

Đầu thế kỷ 20, sự tổ chức và điều hành của trường có nhiều thay đổi. Walter B. Hill trở thành cựu sinh viên Đại học Georgia đầu tiên được bổ nhiệm làm hiệu trưởng. Trong nhiệm kỳ sáu năm của ông, số lượng tuyển sinh tăng, số lượng môn học được mở rộng, thu nhập hằng năm của trường được bổ sung lên 100.000 đô la Mỹ nhờ chính phủ bang. Sau khi Hill qua đời vì viêm phổi, các hiệu trưởng David C. Barrow (1906-1925), Charles Snelling (1926-1932) và Steadman Sanford (1932-1935) tiếp tục phát triển trường thành một trường đại học đích thực. Trong nhiệm kỳ của Barrow, nhiều trường thành viên của Đại học Georgia được thành lập: Trường Giáo dục (1908), Trường Cao học (1910), Trường Thương mại (1912), Trường Báo chí (1915) và Khoa Kinh tế gia đình (1918). Năm 1906, Trường Nông nghiệp được thành lập thông qua sáp nhập khoa nông nghiệp của Trường đại học Nông nghiệp và Cơ khí Bang Georgia vào Đại học Georgia. Conner Hall là tòa nhà đầu tiên của Khuôn viên phía Nam được khánh thành, cấu thành một khối tòa nhà của chương trình nông nghiệp có biệt danh là "Đồi Nông nghiệp". Năm 1914, chi hội danh dự Phi Beta Kappa đầu tiên của Georgia được thành lập tại Đại học Georgia. Năm 1923, chi hội danh dự Phi Kappa Phi được thành lập tại trường. Năm 1920, Đại học Georgia cùng 13 trường đại học khác rời khỏi Hiệp hội thể thao liên trường phía Nam mà thành lập Liên minh phía Nam.
Từ mùa hè năm 1903, Đại học Georgia bắt đầu cho phép nữ sinh da trắng nhập học tại trường. Những nữ sinh đầu tiên là nghiên cứu sinh nhập học tại Trường Sư phạm Bang, cách khuôn viên trường một vài dặm về phía tây. Khi Đại học Georgia thành lập Trường Cao học vào năm 1910, nữ sinh được phép tham gia các lớp học hè và một số người tự tham gia giờ học chính khóa. Nhiều nữ sinh tốt nghiệp cao học nhờ các tín chỉ học hè. Mary Dorothy Lyndon là nữ sinh da trắng đầu tiên tốt nghiệp thạc sĩ vào năm 1914. Từ năm 1918, Đại học Georgia bắt đầu tuyển sinh cử nhân phụ nữ da trắng. Mary Ethel Creswell là nữ sinh da trắng đầu tiên tốt nghiệp cử nhân khoa học về kinh tế gia đình vào năm 1919. Về sau, hai ký túc xá được đặt tên theo Mary Lyndon và Mary Creswell.

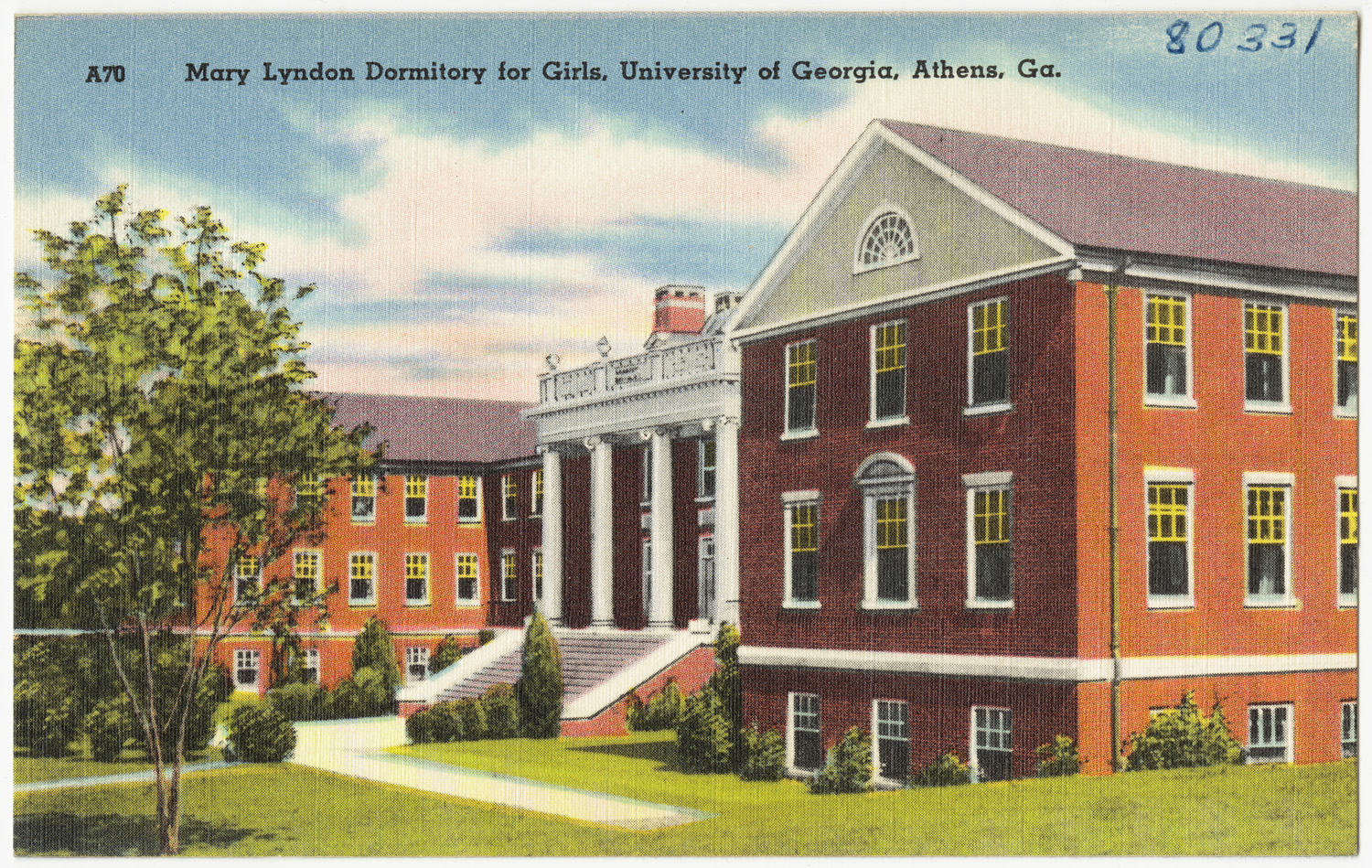
Kí túc xá Mary Lyndon (khánh thành năm 1938), được đặt tên theo nữ sinh tốt nghiệp cao học đầu tiên của Đại học Georgia.

Năm 1932, Hệ thống đại học Georgia được thành lập, có nhiệm vụ quản lý tất cả các trường đại học công lập của Georgia, bao gồm Đại học Georgia. Trường Sư phạm Bang và khuôn viên trường được sáp nhập vào Trường Giáo dục của Đại học Georgia. Đại học Georgia và Học viện Công nghệ Georgia đồng ý trao đổi một số chương trình đào tạo: tất cả chường trình đào tạo kỹ thuật (ngoại trừ nông nghiệp) được chuyển cho Học viện Công nghệ Georgia, tất cả chương trình đào tạo thương mại được chuyển cho Đại học Georgia. Sanford được bổ nhiệm làm hiệu trưởng, rồi được Harmon Caldwell (1935-1948) kế nhiệm. Năm 1933, Khoa Kinh tế gia đình được cải tổ thành Trường Kinh tế gia đình với Creswell được bổ nhiệm làm chủ nhiệm trường. Đại học Georgia là một trong những thành viên sáng lập Liên minh Đông Nam. Năm 1938, Nhà xuất bản Đại học Georgia được thành lập.
Năm 1937, số lượng sinh viên của Đại học Georgia đạt 3.000 người. Năm 1941, số lượng sinh viên tăng lên gần 4.000 người. Trong cuộc Đại khủng hoảng, trường nhận được 2 triệu đô la Mỹ tiền tài trợ từ chính phủ liên bang và 1 triệu đô la Mỹ từ Georgia. Nguồn tài chính giúp Đại học Georgia triển khai nhiều dự án cải thiện khuôn viên trường: năm ký túc xá. một nhà ăn, tám tòa nhà phục vụ giảng dạy, một trường mẫu giáo và một vài cơ sở vật chất phụ trợ. Giáo sư kỹ thuật Rudolph Driftmier và kiến trúc sư Roy Hitchcock thiết kế những tòa nhà theo lối tân cổ điển, tạo nên sự đồng nhất và nét đặc biệt. Nguồn tài trợ cũng được dùng để trải nhựa đường, lát vỉa hè và làm đẹp cảnh quan của khuôn viên trường.

### Từ giữa thế kỷ 20 đến hội nhập chủng tộc
Năm 1941, Walter Cocking, chủ nhiệm Trường Giáo dục, bị Thống đốc Georgia Eugene Talmadge sa thải vì ủng hộ cho phép người da màu nhập học. Quyết định của Talmadge khiến cho Đại học Georgia và chín trường khác trong Hệ thống đại học Georgia bị tước sự công nhận đại học và là một vấn đề lớn trong chiến dịch tái cử của ông vào năm 1942. Sau khi Talmadge thất cử, Đại hội đồng Georgia thông qua một tu chính án hiến pháp trao quyền tự chủ cho Hội đồng quản trị Hệ thống đại học Georgia, giúp cho những trường này nhanh chóng được công nhận lại.
Năm 1945, Đại học Georgia thành lập Bảo tàng Nghệ thuật Georgia với 100 bức tranh nhận được từ Alfred Holbrook, một nhà sưu tập nghệ thuật người New York. Năm 1946, Trường Thú y được tái lập làm một trường riêng 13 năm sau khi khoa thú y trong trường nông nghiệp bị giải thể.
Từ năm 1947, Đại học Georgia bắt đầu xuất bản The Georgia Review, một tạp chí văn học hàng quý. Sau nhiệm kỳ ngắn ngủi của Jonathan Rogers (1949-1950), Omer Clyde Aderhold lên làm hiệu trưởng trong 17 năm. Trong nhiệm kỳ của ông, Đại học Georgia bán khuôn viên của Trường Giáo dục cho Hải quân Hoa Kỳ. Năm 1952, Thư viện Tưởng niệm Ilah Dunlap-Little được khánh thành, là thư viện chính của trường. Năm 1964, Trường Công tác xã hội được thành lập. Một Trung tâm Khoa học được xây dựng trên Khuôn viên phía Nam, gồm có sáu tòa nhà. Từ khi Trường Dược di dời xuống Khuôn viên phía Nam thì khuôn viên trường phân hóa thành hai bộ phận: Khuôn viên phía Bắc tập trung các ngành nghệ thuật, nhân văn và luật; Khuôn viên phía Nam tập trung các ngành khoa học tự nhiên và chương trình nông nghiệp.

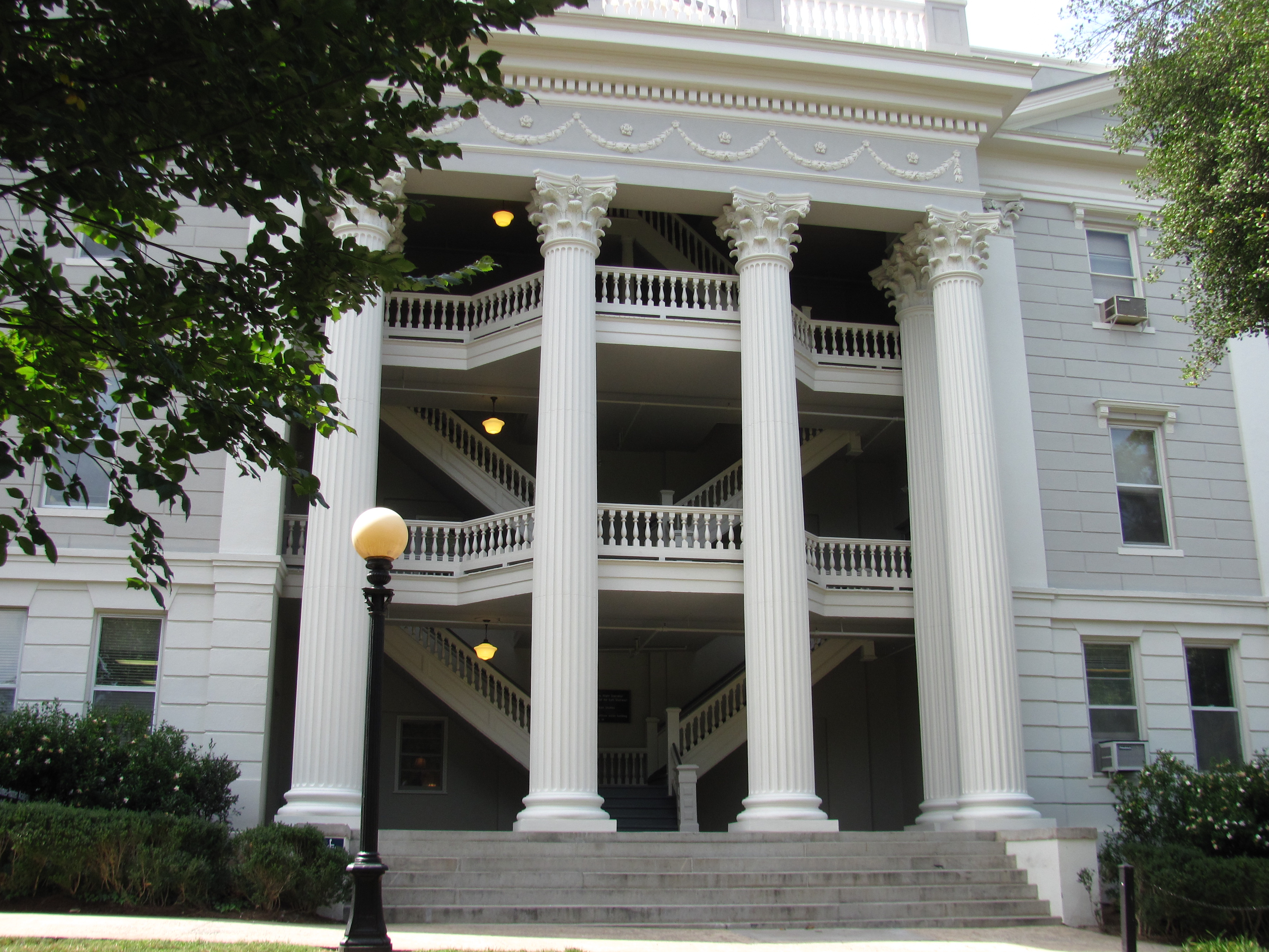
Tòa nhà Holmes-Hunter

Cho đến tháng 1 năm 1961, pháp luật Georgia quy định phân biệt chủng tộc trong cơ sở giáo dục đại học công lập. Ngày 6 tháng 1 năm 1961, một tòa án liên bang ra lệnh Đại học Georgia lập tức phải cho phép Hamilton E. Holmes và Charlayne Hunter nhập học, hai người Mỹ gốc Phi đã bị trường từ chối nhập học vào năm 1959 vì lý do chủng tộc. Tòa cũng ra lệnh cấm thi hành chế độ phân biệt chủng tộc của Georgia. Ngày 11 tháng 1, một cuộc bạo loạn xảy ra bên ngoài ký túc xá của Hunter, những người tham gia "có những lời lăng mạ chủng tộc và ném pháo nổ, chai, gạch vào cửa sổ ký túc xá". Hai sinh viên bị đình chỉ học "vì sự an toàn cá nhân của họ" nhưng được đi học trở lại vào ngày 16 tháng 1 sau khi có lệnh của tòa án. Một nhóm giảng viên thay phiên cho nhau hộ tống Holmes và Hunter nhằm giữ gìn trật tự. Holmes gia nhập Phi Beta Kappa Beta và là sinh viên người Mỹ gốc Phi đầu tiên nhập học Trường Y Đại học Yale. Năm 1967, ông tốt nghiệp bác sĩ. Holmes trở thành giáo sư chỉnh hình, phó trưởng khoa tại Yale, rồi giám đốc Bệnh viện Tưởng niệm Grady và một thành viên của Quỹ Đại học Georgia, là đơn vị gây quỹ của trường. Hunter tốt nghiệp cử nhân ngành báo chí và được trao tặng hai Giải Emmy, một Giải Peabody. Trong lễ kỷ niệm 40 năm Holmes và Hunter đăng ký môn học vào ngày 9 tháng 1 năm 1961, Đại học Georgia đổi tên tòa nhà nơi họ đăng ký môn học thành Tòa nhà Holmes-Hunter. Hiện tại, trường tổ chức Loạt bài giảng Holmes-Hunter hằng năm, mời những diễn giả người Mỹ gốc Phi nổi tiếng đến phát biểu về những vấn đề chủng tộc.
Tháng 6 năm 1961, Mary Frances Early, một người Mỹ gốc Phi khác, chuyển trường đến Đại học Georgia như một nghiên cứu sinh. Early là sinh viên người Mỹ gốc Phi đầu tiên tốt nghiệp Đại học Georgia, trước cả Holmes và Hunter. Tháng 2 năm 2020, Trường Giáo dục đổi tên thành Trường Giáo dục Mary Frances Early.

### Cuối thế kỷ 20

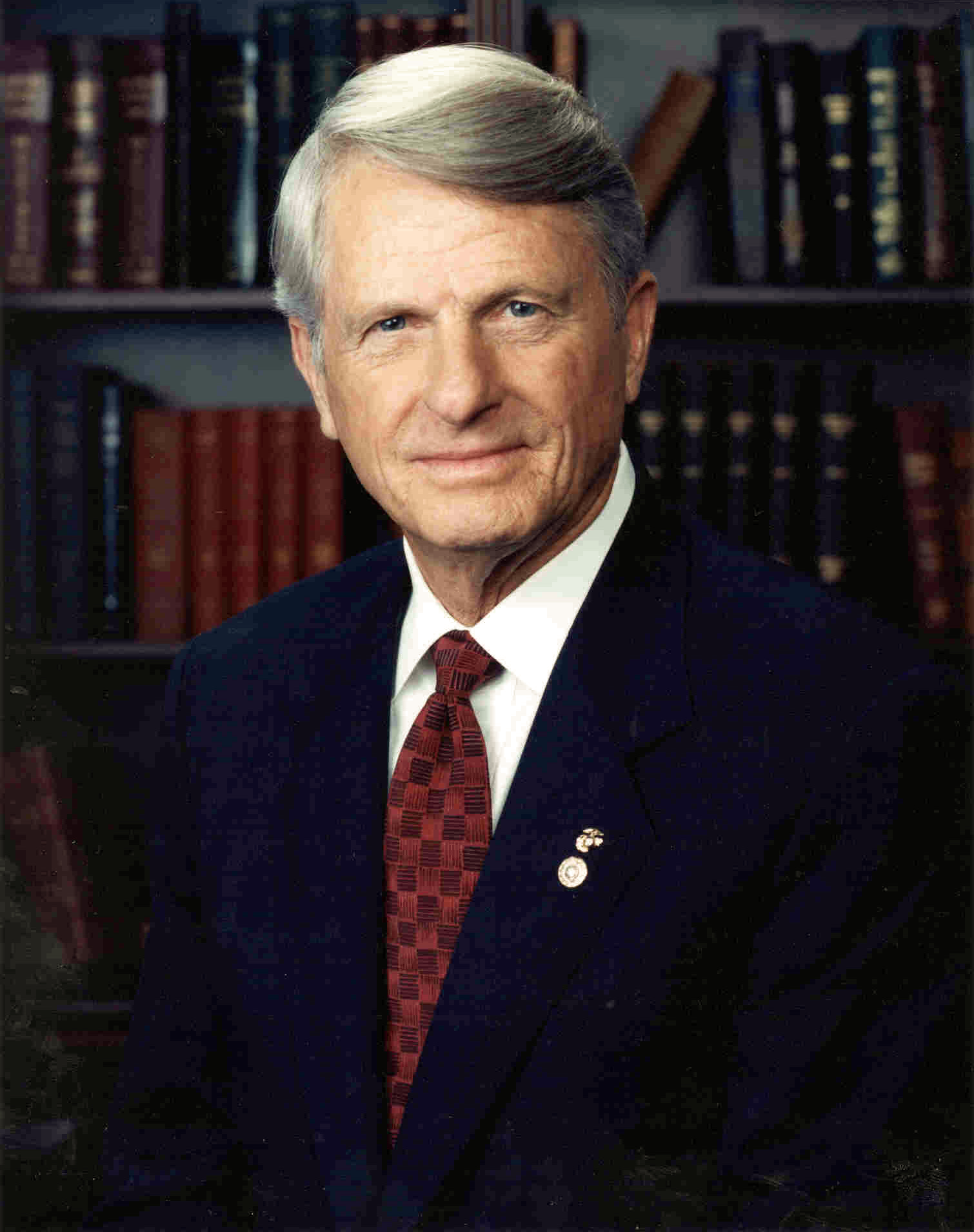
Zell Miller, cựu sinh viên Đại học Georgia, nguyên thống đốc Georgia, nguyên thượng nghị sĩ Hoa Kỳ, là người thành lập Học bổng HOPE

Năm 1968, Fred Davison được bổ nhiệm làm hiệu trưởng của Đại học Georgia và giữ chức vụ trong hơn 19 năm. Trong nhiệm kỳ của ông, ngân sách nghiên cứu của trường tăng từ 15.6 triệu đô la Mỹ lên hơn 90 triệu đô la Mỹ. Đại học Georgia thành lập Trường Môi trường và Thiết kế, được chính phủ liên bang công nhận là trường cấp biển và khánh thành 15 tòa nhà. Từ thập niên 70, Đại học Georgia được xếp hạng trong 50 trường đại học nghiên cứu hàng đầu của Hoa Kỳ. Năm 1973, trường được đánh giá là "Loại 1: Đại học tiến sĩ – hoạt động nghiên cứu rất cao". Trong cùng năm, trường tổ chức kỷ niệm 200 năm ngày thành lập với nhiều hoạt động kéo dài 15 tháng. Bấy giờ, Đại học Georgia có 25.000 sinh viên.
Cuối nhiệm kỳ của ông, Davison dính dáng đến tranh cãi về việc sa thải Jan Kemp, một giảng viên chuyên dạy kèm những sinh viên chơi thể thao. Kemp kiện Đại học Georgia vì đã sa thải cô trái với hợp đồng và quy định pháp luật, thu hút sự chú ý của truyền thông Hoa Kỳ về thành tích học tập yếu kém của những sinh viên tham gia đội tuyển thể thao của trường. Tòa án ra lệnh Đại học Georgia phải bồi thường hơn 1 triệu đô la Mỹ cho Kemp, dẫn tới Davison phải từ chức vào năm 1986 và siết chặt yêu cầu học tập đối với sinh viên tuyển thủ. Henry King Stanford được bổ nhiệm làm hiệu trưởng lâm thời.
Năm 1987, Charles Knapp được bổ nhiệm làm hiệu trưởng mới. Cùng với cựu sinh viên Đại học Georgia, Thống đốc Georgia Zell Miller, Knapp dùng tiền từ xổ số của bang để thành lập Học bổng HOPE vào năm 1993. Knapp là một thành viên sáng lập của Liên minh Nghiên cứu Georgia. Trong nhiệm kỳ của ông, hơn 400 triệu đô la Mỹ được chi vào những dự án mới, bao gồm Tổ hợp Khoa học sinh học (1992), Trung tâm Hoạt động thể chất sinh viên Ramsey (1995), Trung tâm Nghệ thuật biểu diễn (1995), Phòng hòa nhạc Hugh Hodgson (1996), trường âm nhạc (1996), Bảo tàng Nghệ thuật Georgia (1996), Dean Rusk Hall (1996) và Trung tâm Chào đón Đại học Georgia (1996). Đại học Georgia đăng cai bốn môn thể  trong Thế vận hội Mùa hè 1996: thể dục nhịp điệu, bóng chuyền, bóng đá nữ và bóng đá nam. Năm 1997, Michael Adams kế nhiệm Knapp và giữ chức vụ hiệu trưởng trong 16 năm. Sau khi nghỉ hưu, Knapp gia nhập Viện Giáo dục đại học của Đại học Georgia và tiếp tục làm giáo sư kinh tế trong Trường Kinh doanh Terry.

### Thế kỷ 21

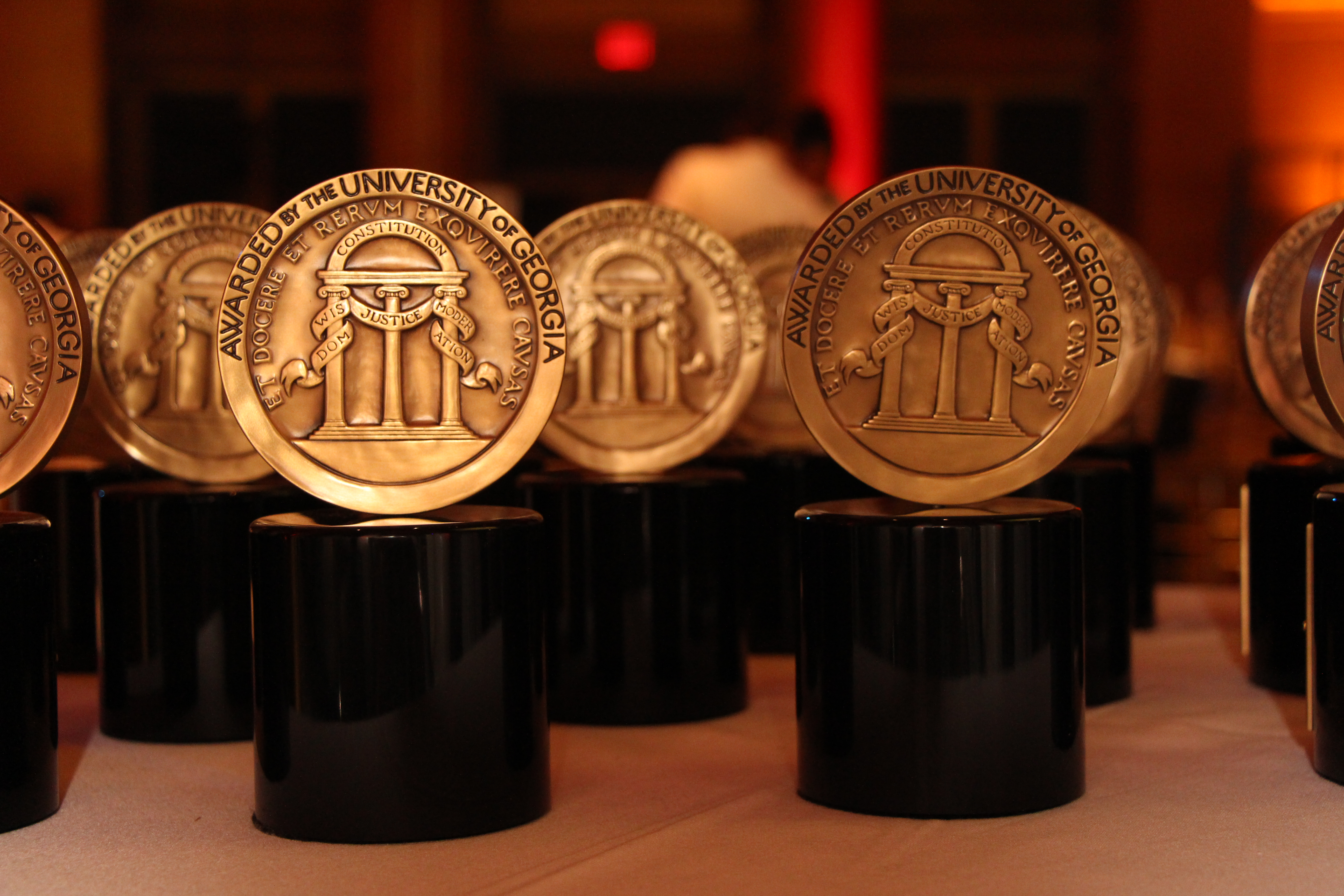
Giải Peabody, do Đại học Georgia thành lập và trao tặng

Trong nhiệm kỳ của Adams, Đại học Georgia bắt đầu thực hiện chiến lược phát triển chương trình giảng dạy trong thế kỷ 21, tập trung vào khoa học y tế và sức khỏe. Năm 2001, Trường Môi trường và Thiết kế và Trường Công vụ và Quan hệ quốc tế được thành lập. Cùng với Phó Hiệu trưởng Karen Holbrook và Arnett Mace, Adams thành lập Viện Khoa học y sinh và sức khỏe, Trung tâm nghiên cứu ung thư, Trung tâm nghiên cứu bệnh nhiệt đới và bệnh toàn cầu mới nổi và Trung tâm Sinh học tái tạo. Năm 2005, Trường Y tế công cộng được thành lập nhằm tập trung những ngành khoa học y tế, sức khỏe. Năm 2011, Đại học Georgia mua lại khuôn viên cũ của Trường Sư phạm Bang từ Hải quân Hoa Kỳ để thành lập Khuôn viên Khoa học sức khỏe, trở thành trụ sở của Trường Y tế công cộng. Trường Sinh thái Odum được thành lập vào năm 2007, Trường Kỹ thuật được thành lập vào năm 2012.
Adams nghỉ hưu vào ngày 30 tháng 6 năm 2013. Jere Morehead, một cựu sinh viên của Trường Luật Đại học Georgia và là phó hiệu trưởng, được bổ nhiệm làm hiệu trưởng thứ 22 của trường. Trong nhiệm kỳ của Morehead, Đại học Georgia tiếp tục tập trung đầu tư vào nghiên cứu khoa học. Năm 2015, Trường Thú y di dời bệnh viện giảng dạy của trường đến một cơ sở mới bên ngoài khuôn viên trường, cơ sở cũ được chuyển đổi chức năng sang nghiên cứu. Năm 2017, trường chi 458 triệu đô la Mỹ vào nghiên cứu, đứng thứ 54 trong bảng xếp hạng của Quỹ Khoa học Quốc gia. Tháng 9 năm 2017, Đại học Georgia hoàn thành giai đoạn hai trong ba giai đoạn của công trình khu phức hợp Trường Kinh doanh Terry. Khu phức hợp sẽ gồm có sáu tòa nhà khi được hoàn thành. Năm 2020, Đại học Georgia gây quỹ thành công 1,45 tỷ đô la Mỹ.

## Tổ chức
| Trường thành viên                                   | Thành lập |
| --------------------------------------------------- | --------- |
| Trường Nghệ thuật và Khoa học Franklin              | 1801      |
| Trường Luật                                         | 1859      |
| Trường Nông nghiệp và Khoa học môi trường           | 1859      |
| Trường Dược                                         | 1903      |
| Trường Lâm nghiệp và Tài nguyên thiên nhiên Warnell | 1906      |
| Trường Giáo dục trẻ nhỏ Mary Frances                | 1908      |
| Trường Cao học                                      | 1910      |
| Trường Kinh doanh Terry                             | 1912      |
| Trường Báo chí và Truyền thông đại chúng Grady      | 1915      |
| Trường Khoa học gia đình và tiêu dùng               | 1918      |
| Trường Thú y                                        | 1946      |
| Trường Công tác xã hội                              | 1964      |
| Trường Môi trường và Thiết kế                       | 2001      |
| Trường Công vụ và Quan hệ quốc tế                   | 2001      |
| Trường Y tế công cộng                               | 2005      |
| Trường Sinh thái Odum                               | 2007      |
| Trường Kỹ thuật                                     | 2012      |
| Học viện danh dự Morehead                           | 2021      |
| Trường Điện toán                                    | 2022      |

Đại học Georgia có 17 trường thành viên. Ngoài ra, Đại học Georgia hợp tác với Trường đại học Y Georgia để đào tạo bác sĩ y khoa và có nhiều cơ sở giáo dục y học, nghiên cứu.
Hiệu trưởng Đại học Georgia là người đứng đầu trường, do Hội đồng quản trị Hệ thống đại học Georgia bổ nhiệm, giám sát. Từ khi được thành lập vào năm 1785, Đại học Georgia có 22 hiệu trưởng. Mỗi khoa có một trưởng khoa. Đại học Georgia có tỷ lệ sinh viên - giảng viên là 17:1.
Theo ước tính năm 2018-2019, học phí một năm (chín tháng) của một sinh viên có hộ khẩu thường trú tại Georgia là 11.830 đô la Mỹ, không có hộ khẩu thường trú là 30.404 đô la Mỹ. Học phí trung bình của một du học sinh là 30.392 đô la Mỹ.

## Khuôn viên trường
Khuôn viên chính của Đại học Georgia gồm có 465 tòa nhà với diện tích 308 hecta. Ngoài ra, trường sở hữu 160,83 km vuông đất tại 31 quận của Georgia. Tháng 10 năm 2016, Đại học Georgia có 10.665 nhân viên mà hơn 3.000 là giảng viên. Khuôn viên chính của trường đặt tại Athens, một quận-thành phố thống nhất cách Atlanta 60 dặm về phía đông bắc.

### Khuôn viên phía Bắc
Khuôn viên phía Bắc giáp đường Baldwin về phía nam, đường Lumpkin về phía tây, đường Broad về phía bắc và đường Jackson, đường Khuôn viên phía Đông về phía đông. Một vài tòa nhà được trao tặng cho trường từ năm 1801 được công nhận là di tích, với diện tích 15 hecta. Toàn bộ khuôn viên cũ tại Khuôn viên phía Bắc được liệt kê vào Sổ bộ Địa danh Lịch sử Quốc gia Hoa Kỳ.
Old College là tòa nhà lâu đời nhất tại Athens và một trong những tòa nhà lâu đời nhất tại vùng đông bắc của Georgia. Tòa nhà được xây dựng phỏng theo kiến trúc của Connecticut Hall của Đại học Yale. Cả mặt tiền và mặt sau của tòa nhà đều giống nhau để cho phép trường phát triển cả hai hướng. Old College hiện là trụ sở của Trường Nghệ thuật và Khoa học Franklin nhưng từng là giảng đường và ký túc xá. New College được xây dựng vào năm 1823 làm một ký túc xá và được xây lại vào năm 1832.
Những di tích khác trong Khuôn viên phía Bắc bao gồm Waddel Hall, Demosthenian Hall, nhà nguyện, Phi Kappa Hall, Lustrat Hall, Moore College và Tòa nhà Holmes-Hunter. Waddell Hall là tòa nhà lâu đời thứ hai trong khuôn viên trường, được đặt tên theo hiệu trưởng thứ năm của Đại học Georgia. Được xây dựng vào năm 1824, Demosthenian Hall là trụ sở của Văn đàn Demosthenes, tổ chức sinh viên, câu lạc bộ tranh luận lâu đời nhất của Đại học Georgia và là một trong những văn đàn lâu đời nhất của các nước nói tiếng Anh. Giữa New College và Demosthenian Hall là nhà nguyện, có kiến trúc Hy Lạp phục sinh tựa như một ngôi đền cổ điển. Bên trong tòa nhà có treo một bức tranh vẽ gian giữa và lối đi của Vương cung thánh đường Thánh Phêrô của họa sĩ George Cooke. Cũng có kiến trúc Hy Lạp phục sinh, Phi Kappa Hall là trụ sở của Văn đàn Phi Kappa, tổ chức sinh viên, câu lạc bộ tranh luận lâu đời thứ hai của Đại học Georgia.

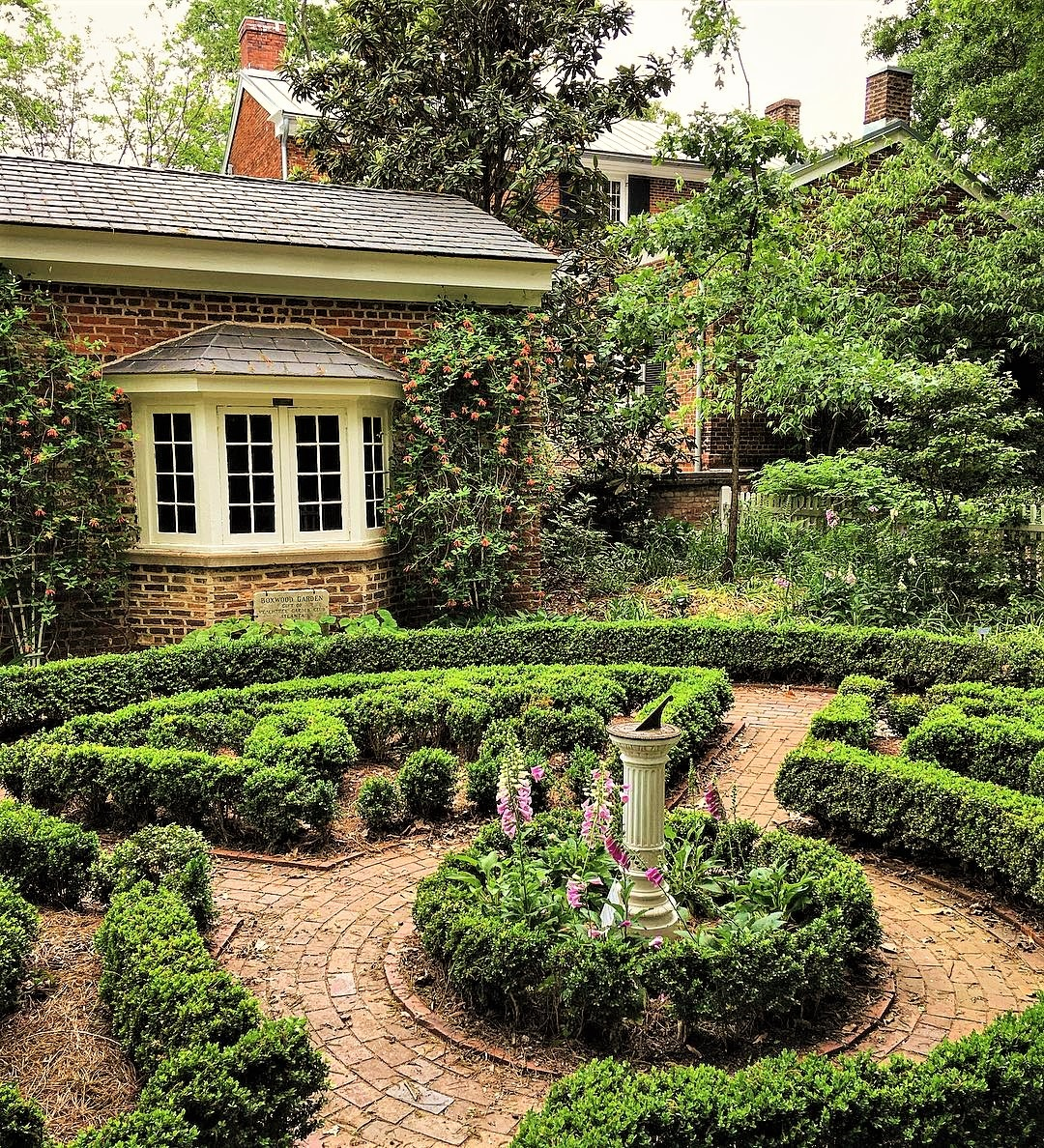
Vườn Tưởng niệm các Nhà sáng lập

Lustrat Hall là tòa nhà lâu đời thứ bảy trong khuôn viên trường, được xây dựng vào năm 1847. Được đặt tên theo giảng viên cuối cùng ở và làm việc trong tòa nhà, Lustrat Hall là nhà ở giảng viên cuối cùng trong Khuôn viên phía Bắc. Được xây dựng vào năm 1874, Moore College là tòa nhà duy nhất còn lại từ sau Nội chiến Hoa Kỳ. Ban đầu là trụ sở của Trường Nông nghiệp và Cơ khí, Moore College hiện là trụ sở của Học viện Danh dự. Giữa Ivy Building và Thư viện Cũ là Tòa nhà Holmes-Hunter, được xây dựng vào năm 1905 theo lối kiến trúc Học viện Mỹ thuật của Pháp. Tòa nhà được đổi tên vào năm 2001 nhằm vinh danh hai sinh viên người Mỹ gốc Phi đầu tiên của trường. Tòa nhà là trụ sở của Văn phòng Đào tạo và một vài phòng ban khác.

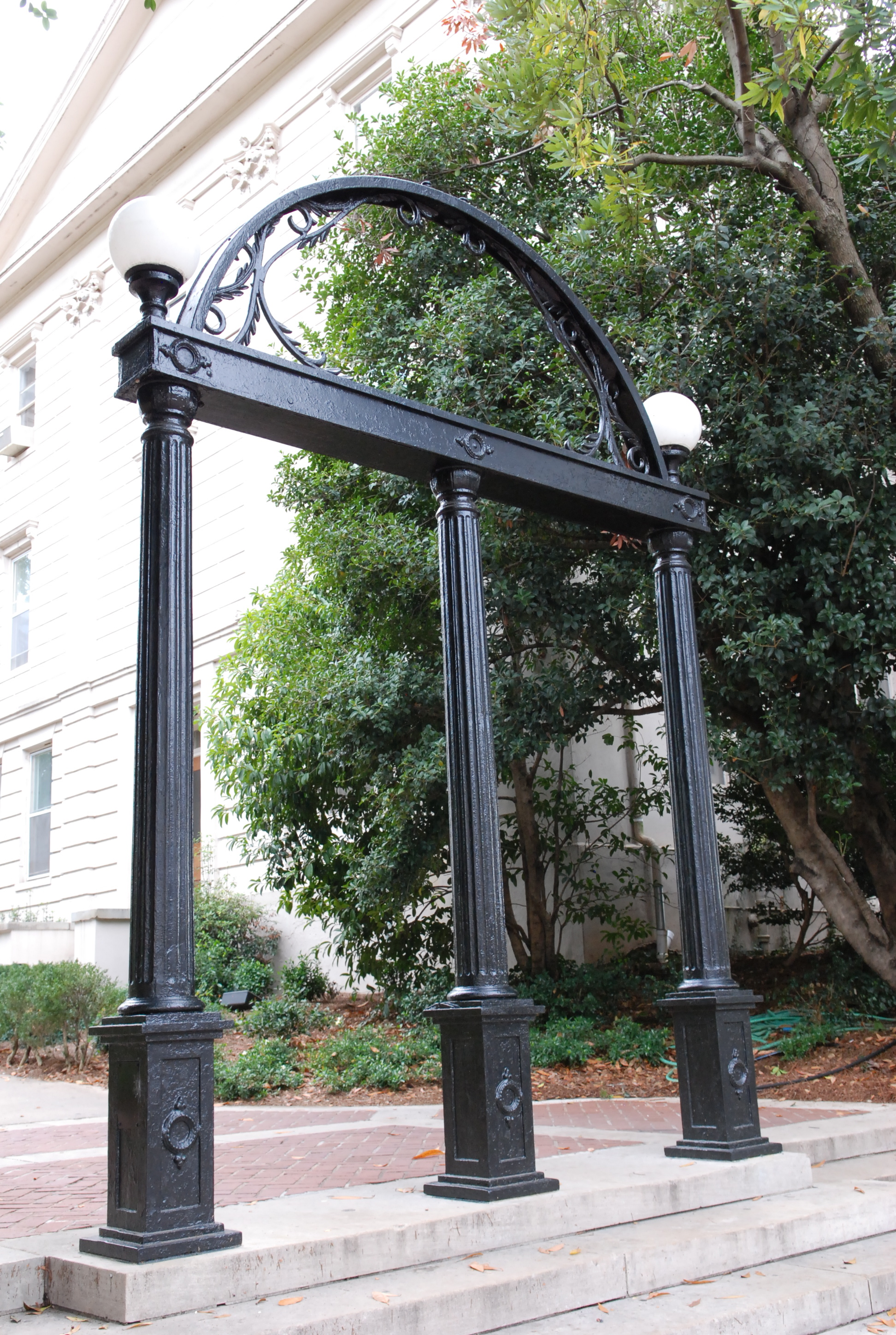
Cổng vòm

Tòa nhà Điều hành là nơi đặt văn phòng của hiệu trưởng và những chức vụ cấp cao khác. Tòa nhà được xây dựng vào năm 1905 với một khoản quyên góp 50.000 đô la Mỹ từ George Foster Peabody, một nhà từ thiện lớn, và là tòa nhà đầu tiên của trường đạt các tiêu chuẩn phòng cháy chữa cháy; trước đó một vài tòa nhà đã bị cháy thiêu hủy. Hirsch Hall được xây dựng vào năm 1932 theo lối kiến trúc George, được đặt tên theo Harold Hirsch, từng là giám đốc pháp lý lâu năm của Công ty Coca-Cola. Tòa nhà là nơi đặt Trường Luật. Năm 1967, Thư viện Luật Alexander Campbell King được xây dựng cạnh tòa nhà về phía bắc.

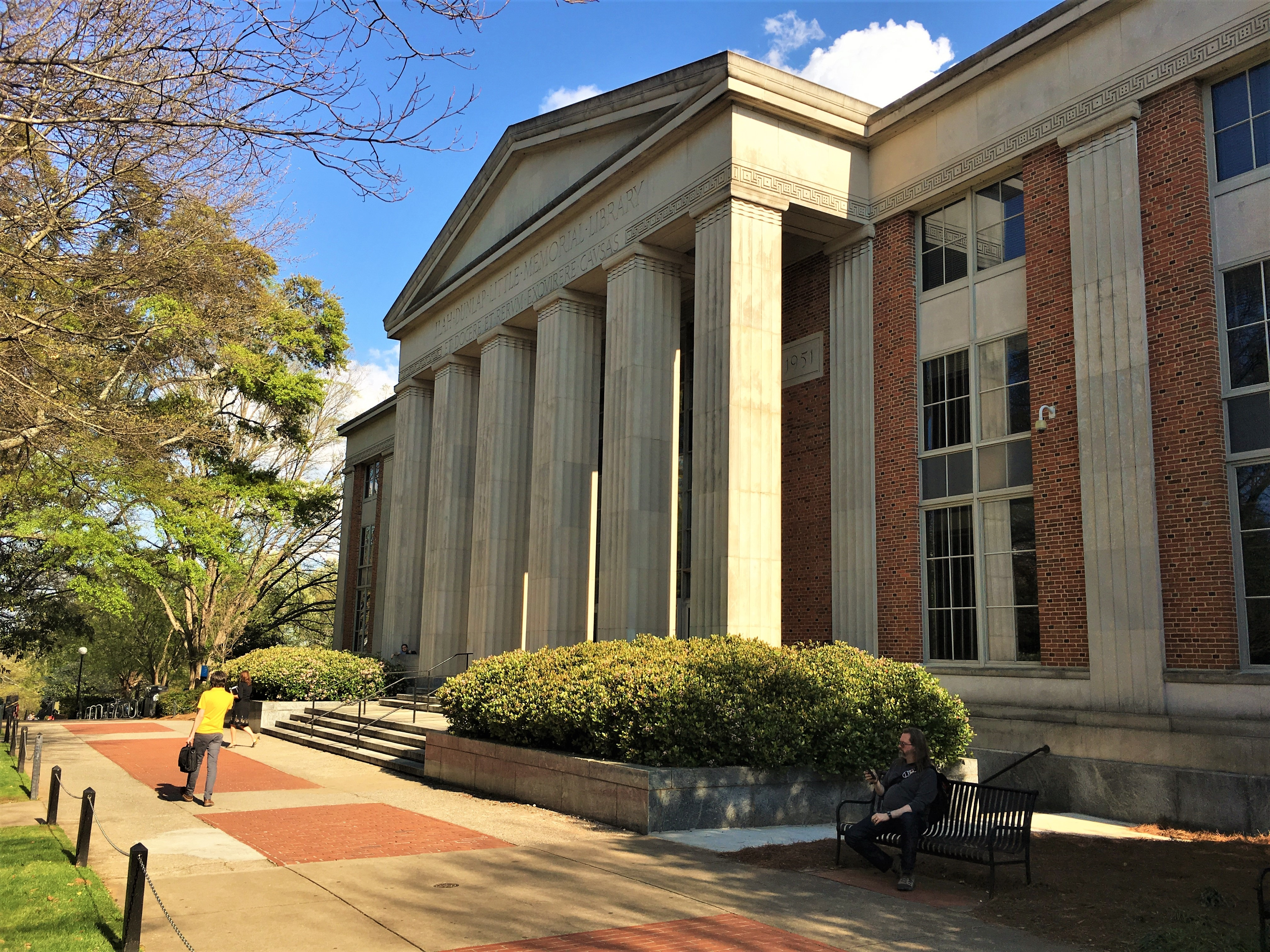
Thư viện Tưởng niệm Ilah Dunlap Little

Thư viện Tưởng niệm Ilah Dunlap Little là thư viện chính của Đại học Georgia, được tài trợ bằng tiền di tặng của Ilah Dunlap Little, vợ của một cựu sinh viên trường. Trong di chúc, bà có một vài đề nghị, ví dụ như thư viện phải hướng về phía bắc. Thư viện là nơi đặt văn phòng Nhà xuất bản Đại học Georgia, tạp chí Georgia Review và là trụ sở của một mạng lưới thư viện phụ trên khắp khuôn viên trường. Năm 1974, một tòa nhà phụ bảy tầng được xây dựng đằng sau thư viện. Hiện tại, thư viện là tòa nhà lớn thứ ba của trường và tòa nhà lớn nhất trên Khuôn viên phía Bắc.

### Khuôn viên phía Nam
Khuôn viên phía Nam giáp đường Field về phía bắc, đường Khuôn viên phía Đông về phía đông, đường Pinecrest về phía nam và đường Lumpkin về phía tây. Khuôn viên phía Nam là khu lớn nhất trong năm khu của Đại học Georgia, dài hơn một dặm. Ban đầu là một phần mở rộng của "Đồi Nông nghiệp", Khuôn viên phía Nam hiện là trụ sở của hầu hết các chương trình đào tạo khoa học, kỹ thuật của trường.

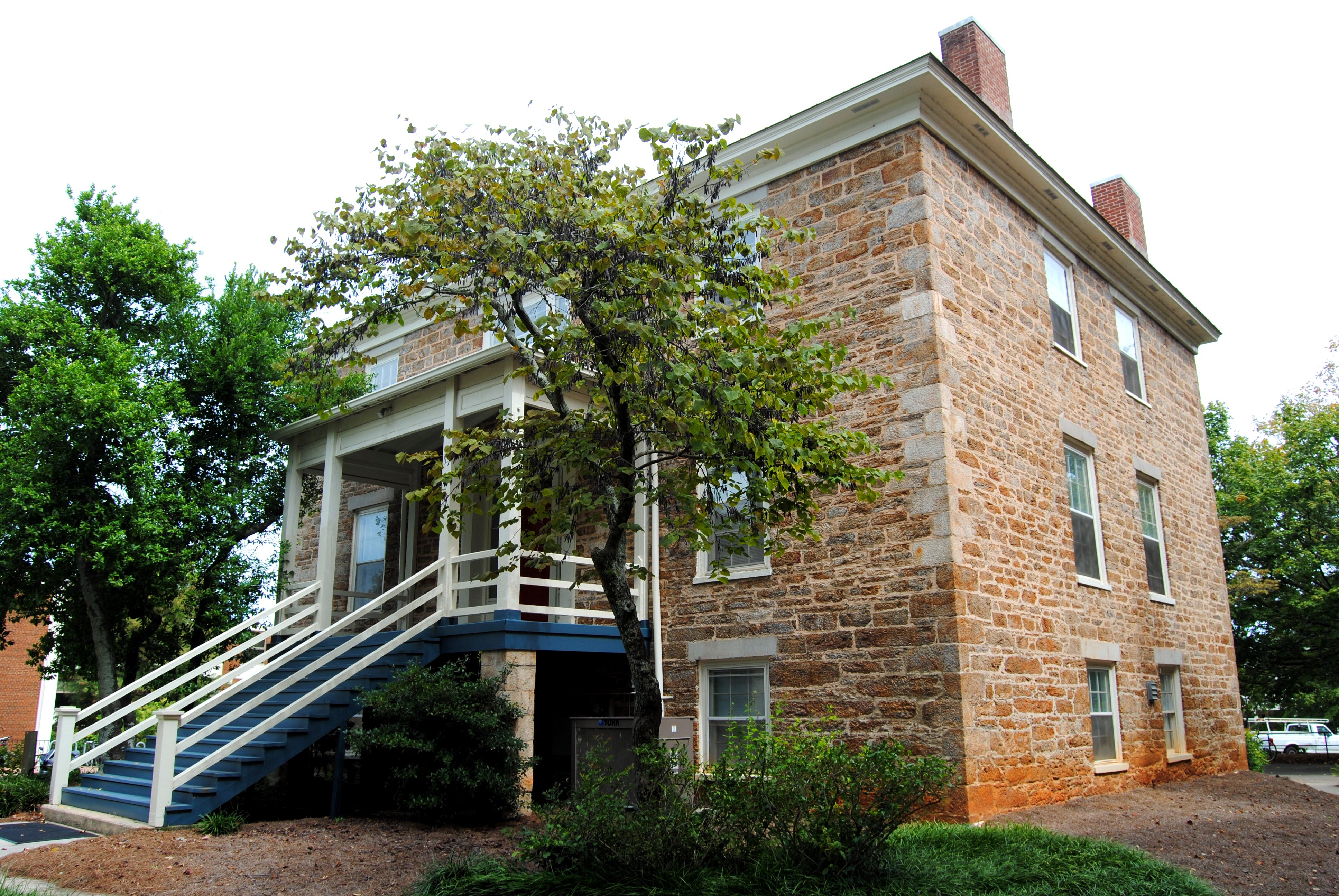
Lumpkin House trên đường Cedar trong khuôn viên trường

Lumpkin House là tòa nhà lâu đời nhất trên Khuôn viên phía Nam, được xây dựng vào năm 1844. Tòa nhà được đặt tên theo Wilson Lumpkin, nguyên nghị sĩ Georgia, thống đốc Georgia, thượng nghị sĩ Hoa Kỳ. Ông thiết kế, xây dựng tòa nhà làm nhà hưu trí của ông. Năm 1970, tòa nhà được liệt kê vào Sổ bộ Địa danh Lịch sử Quốc gia Hoa Kỳ. Conner Hall là tòa nhà lâu đời thứ hai trên Khuôn viên phía Nam, được xây dựng theo lối kiến trúc tân Phục hưng trên một trong những điểm cao nhất của Athens. Barrow Hall là tòa nhà lâu đời thứ ba, được xây dựng vào năm 1911, hiện là nơi đặt văn phòng của một vài chương trình đào tạo.
Dawson Hall là trụ sở của Trường Khoa học gia đình và tiêu dùng, được xây dựng vào năm 1932 làm nơi đặt khoa kinh tế gia đình của Trường Nông nghiệp bấy giờ. Năm 1971, một tòa nhà phụ được xây dựng cạnh Dawson Hall. Từ năm 1939 đến năm 1940, năm tòa nhà được xây dựng cho Trường Khoa học gia đình và tiêu dùng, hiện tại được gọi là Trung tâm McPhaul.
Năm 1953, Đại học Georgia quy hoạch một Trung tâm Khoa học dành cho các chương trình đào tạo khoa học của trường. Từ năm 1959 đến năm 1960, sáu tòa nhà được xây dựng cho sáu chương trình: vật lý, khoa học thực phẩm, địa lý - địa chất, hóa học, sinh học và khoa học gia cầm. Về phía nam của Tòa nhà Khoa học thực phẩm là Bảo tàng Vạn vật học, trưng bày nhiều hiện vật, mẫu vật khảo cổ, sinh học, địa chất và cổ sinh vật. Năm 1968, Thư viện Khoa học được xây dựng về phía nam của Dawson Hall, bên trong có một bộ xương lười đất cao gần bốn mét, nặng hơn 1.100 kg.

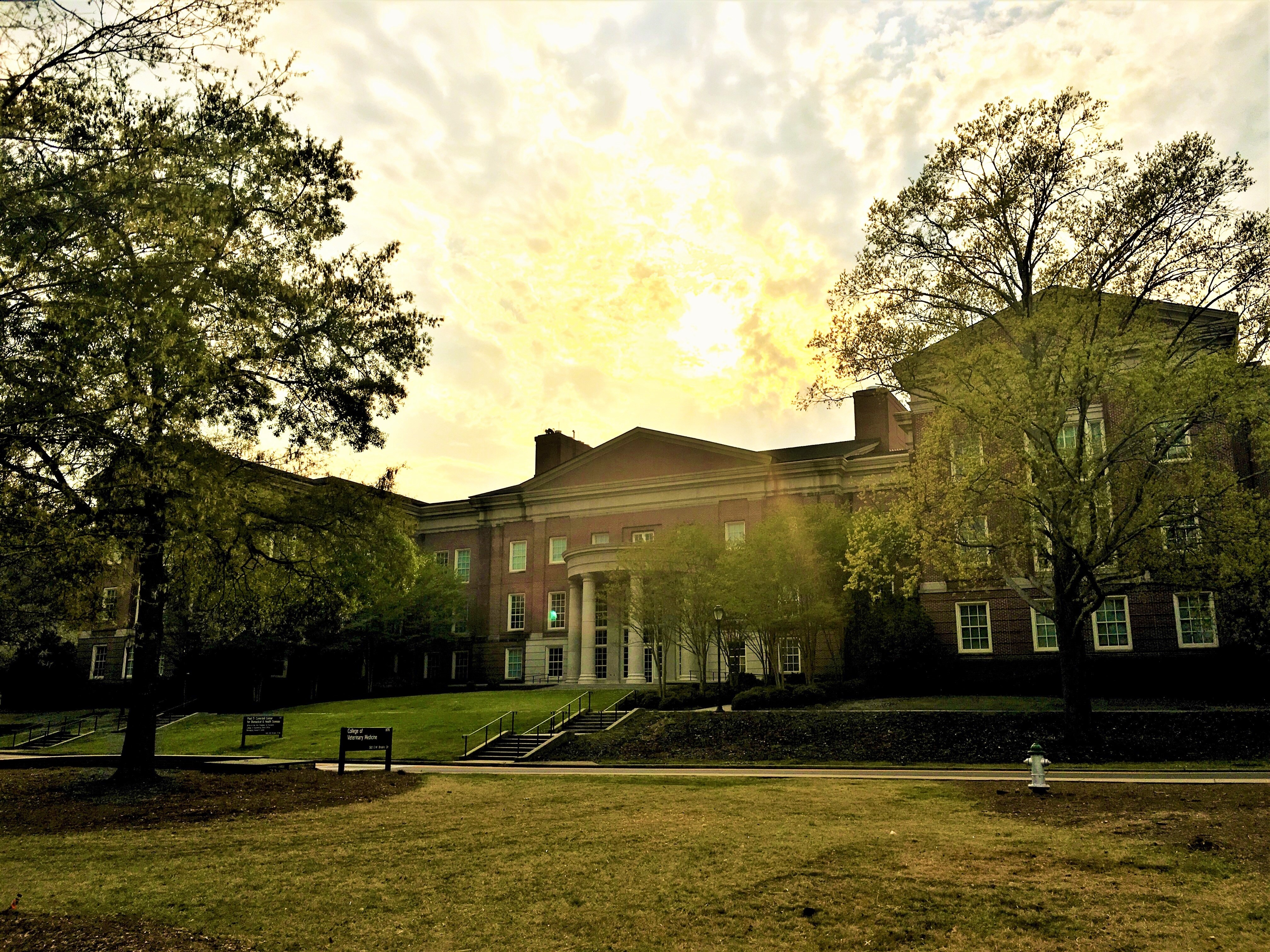
Trung tâm Khoa học y sinh và sức khỏe Paul D. Coverdell

Trung tâm Khoa học Y sinh và Sức khỏe Paul D. Coverdell là một cơ sở nghiên cứu 40 triệu đô la Mỹ, diện tích 16.000 mét vuông với sức chứa 275 nhà khoa học, nhân viên và nghiên cứu sinh. Tòa nhà được đặt tên theo Thượng nghị sĩ Hoa Kỳ Paul D. Coverdell. Tòa nhà được thiết kế để tối đa hóa hiệu quả năng lượng và sử dụng vật liệu xây dựng địa phương, tái chế. Nguyên tổng thống George H. W. Bush phát biểu tại lễ khánh thành tòa nhà vào năm 2006. Năm 2016, Đại học Georgia khánh thành Trung tâm Học tập Khoa học, một cơ sở với diện tích 10.800 mét vuông gần Đấu trường Stegeman.
Trung tâm Kỹ thuật Driftmier là tòa nhà giảng dạy của Trường Kỹ thuật, được xây dựng vào năm 1966 với diện tích 10.000 mét vuông.

### Khuôn viên Trung tâm
Khuôn viên Trung tâm nằm giữa Khuôn viên phía Bắc và Khuôn viên phía Nam, giáp đường Lumpkin về phía tây và đường Khuôn viên phía Đông về phía đông. Memorial Hall là tòa nhà đầu tiên được xây dựng, khởi công vào năm 1910 nhưng đến năm 1925 mới khánh thành. Ban đầu được thiết kế là một trung tâm thể thao với một hồ bơi và một phòng tập thể dục, tòa nhà hiện là nơi đặt văn phòng của trưởng phòng công tác sinh viên và những văn phòng khác. Nhiều cơ sở vật chất thể thao khác từng được đặt tại Khuôn viên Trung tâm trước khi được di dời về nơi khác.

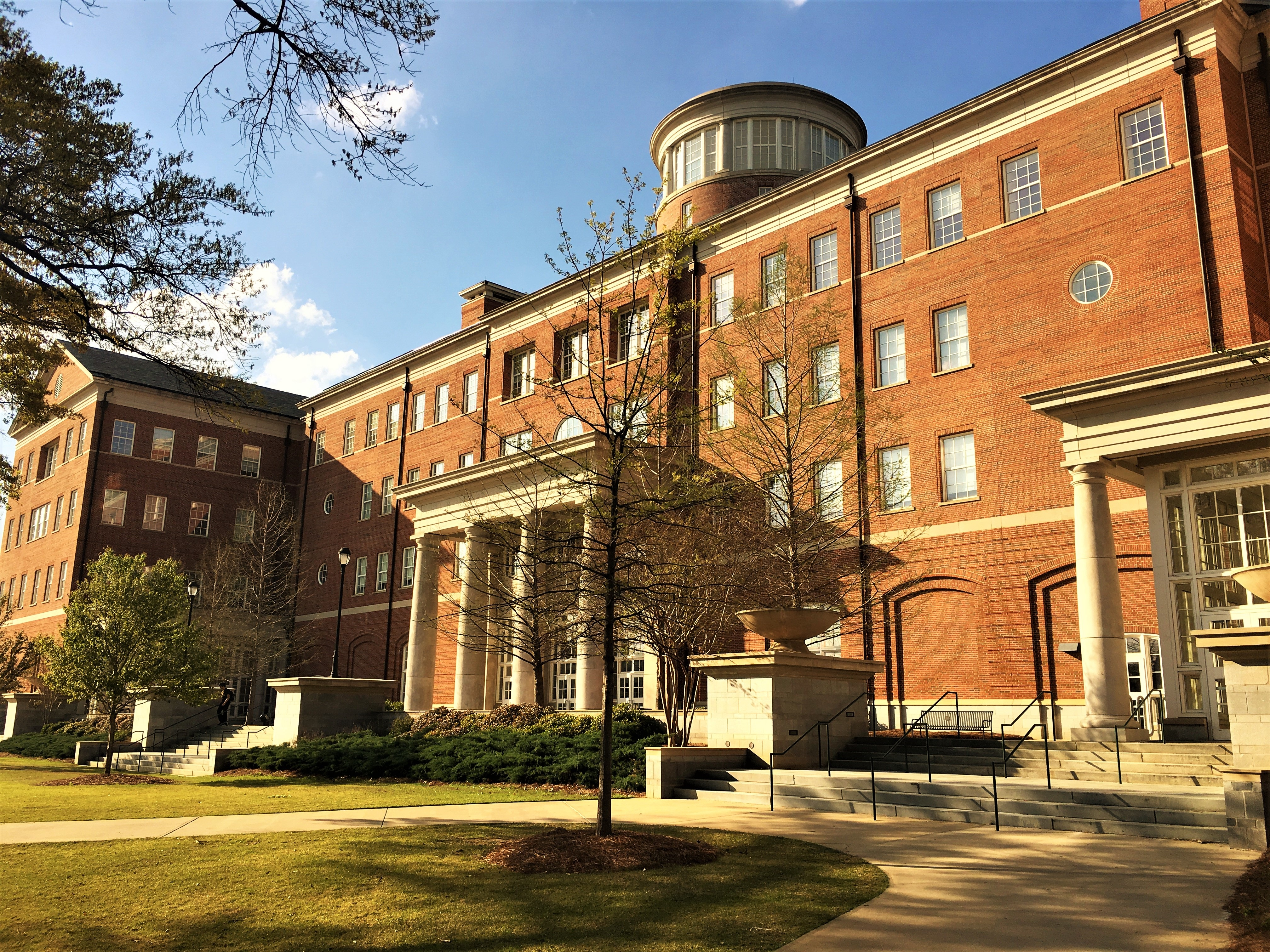
Trung tâm Học tập Zell B. Miller

Tòa nhà Mỹ thuật được xây dựng vào năm 1941 theo lối kiến trúc tân cổ điển với nguồn tài trợ từ chính phủ liên bang, bên trong là một bức tranh tường của họa sĩ người Mỹ gốc Pháp Jean Charlot. Tòa nhà có diện tích của một ô đô thị và là công trình có chi phí xây dựng cao nhất khi được khánh thành. Năm 1983, Trung tâm Sinh viên Tate được xây dựng. Tòa nhà được mở rộng vào năm 2009 với một mái xanh và một bể chứa nước hơn 280.000 lít để hứng nước mưa. Năm 2003, Trung tâm Học tập Zell B. Miller được khánh thành. Tòa nhà là tòa nhà lớn nhất trên Khuôn viên Trung tâm với diện tích 2,6 hecta, bao gồm 26 phòng học, giảng đường với tổng cộng 2.200 ghế.
Tòa nhà Tâm lý học và Báo chí được xây dựng vào năm 1967 với chi phí 6,7 triệu đô la Mỹ trên mặt bằng từng là sân quần vợt, phòng tập thể dục của trường. Clark Howell Hall được xây dựng vào năm 1937 như một ký túc xá nhưng hiện tại là trung tâm hướng nghiệp của trường. Hiệu sách của trường được xây dựng vào năm 1968.

### Khuôn viên phía Tây

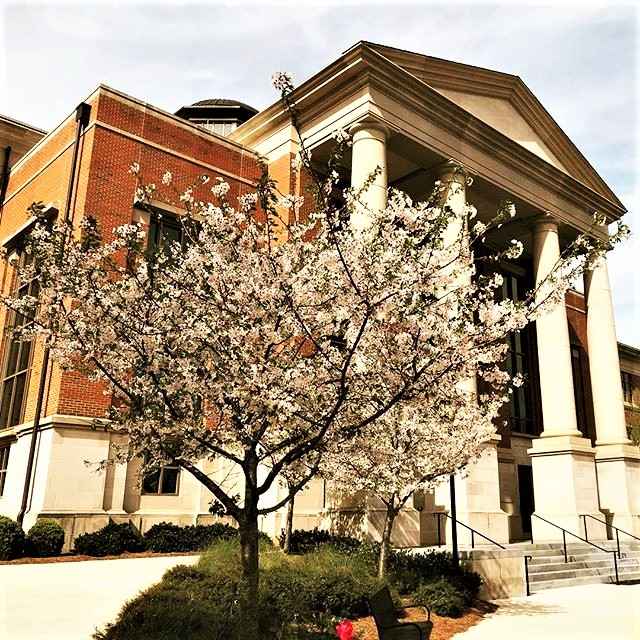
Thư viện Tài liệu đặc biệt Richard B. Russell Jr.

Khuôn viên phía Tây gồm có chín ký túc xá. Tám ký túc xá được xây dựng vào thập niên 1960 và đều được đặt tên theo những hiệu trưởng của Đại học Georgia, trong khi Oglethorpe House được trường mua lại từ tư nhân vào năm 1979. Trong số những tòa nhà nổi tiếng khác có Wray-Nicholson House, tòa nhà được xây dựng vào năm 1825 và đặt tên theo hai doanh nhân từng ở trong tòa nhà. Hiện tại, tòa nhà là trụ sở của Hiệp hội Cựu sinh viên Đại học Georgia. Thư viện Tài liệu Đặc biệt Richard B. Russell Jr. là nơi lưu trữ nhiều tài liệu đặc biệt của trường, được khánh thành vào năm 2012.
Năm 2013, Đại học Georgia khởi công công trình Khu phức hợp Trường Kinh doanh Terry, gồm có sáu tòa nhà được xây dựng trong ba giai đoạn. Giai đoạn I được hoàn thành vào năm 2015 khi Correll Hall được khánh thành. Giai đoạn II được hoàn thành vào tháng 9 năm 2017 với ba tòa nhà Amos Hall, Benson Hall và Moore-Rooker Hall. Giai đoạn III được hoàn thành vào năm 2020 với hai tòa nhà Ivester Hall và Orkin Hall. Các tòa nhà đều được đặt tên theo những người đóng góp lớn của Trường Kinh doanh Terry.

### Khuôn viên phía Đông
Khuôn viên phía Đông là khu mới nhất của Đại học Georgia, giáp đường College Station về phía nam, đường Khuôn viên phía Đông về phía tây, đường River về phía bắc và đường vành đai cao tốc tiểu bang 10 về phía đông. Về phía bắc, Trung tâm Nghệ thuật biểu diễn đã tổ chức các buổi hòa nhạc của những dàn nhạc nổi tiếng như Dàn nhạc Giao hưởng Hoàng gia, Dàn nhạc Giao hưởng Sankt-Peterburg và thường xuyên tổ chức mùa diễn của Dàn nhạc Giao hưởng Atlanta. Ngoài ra, Trung tâm Nghệ thuật biểu diễn cũng tổ chức những buổi nhạc thính phòng.
Về phía nam của Trung tâm Nghệ thuật biểu diễn là Bảo tàng Nghệ thuật Georgia. Bảo tàng được thành lập khi nhà sưu tập nghệ thuật Alfred Heber Holbrook tặng một phần bộ sưu tập tranh của mình cho Đại học Georgia. Holbrook về sau tặng thêm 900 tác phẩm, chuyển xuống Athens và trở thành giám đốc bảo tàng trong hơn 25 năm. Năm 1982, Bảo tàng Nghệ thuật Georgia được chỉ định làm bảo tàng nghệ thuật chính thức của Georgia. Tòa nhà bảo tàng được xây dựng vào năm 1996 và được mở rộng vào năm 2011.
Trung tâm hoạt động thể chất sinh viên Ramsey là cơ sở vật chất lớn nhất trong khuôn viên trường (lớn hơn cả Sân vận động Sanford), được xây dựng vào năm 1995. Trung tâm Ramsey gồm có hai phòng tập thể dục, ba bể bơi (một bể bơi cỡ Olympic, một bể bơi lặn sâu 5,2 mét, một bể bơi phân làn), một đường chạy cao su trong nhà dài 200 mét, một bức tường leo núi cao 13 mét, một bức tường leo đá tảng ngoài trời cao 4,3 mét, mười sân bóng vợt, hai sân bóng quần, quầy sửa xe đạp, tám sân bóng rổ và khu vực tập tạ với tổng diện tích 1.770 mét vuông.

### Cơ sở vật chất bên ngoài khuôn viên trường

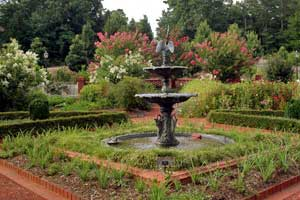
Một đài phun nước trong Vườn bách thảo Bang Georgia

Vườn bách thảo Bang Georgia là một khu bảo tồn thiên nhiên với diện tích 126 hecta được Đại học Georgia thành lập vào năm 1968 cách khuôn viên trường ba dặm về phía nam. Vườn bách thảo Bang Georgia phục vụ mục đích giáo dục, nghiên cứu, giải trí của Đại học Georgia với một số khu vườn theo chủ đề thực vật, động vật, địa lý, hơn năm dặm đường mòn thiên nhiên và bốn cơ sở vật chất chính bao gồm một nhà kính nhiệt đới. Vườn bách thảo Bang Georgia được quy định là khu vườn bách thảo chính thức của Georgia vào năm 1984.

### Những cơ sở vật chất thể thao
Sân vận động Sanford được khánh thành vào ngày 12 tháng 10 năm 1929, được xây dựng với kinh phí 360.000 đô la Mỹ nhằm thay thế Sân Sanford ở Khuôn viên Trung tâm. Ban đầu có sức chứa 30.000 người, sân vận động được bổ sung một tầng đôi với 19.000 ghế vào năm 1967 và một tầng bọc quanh sân với 19.000 ghế vào năm 1981. Sau một vài đợt nâng cấp, sửa chữa, Sân vận động Sanford hiện có sức chứa hơn 93.000 người, là một trong những sân vận động trường đại học lớn nhất của Hoa Kỳ và sân vận động lớn thứ 13 trên thế giới. Sân vận động được đặt tên theo Steadman Sanford, nguyên hiệu trưởng Đại học Georgia, chủ tịch Hội đồng quản trị Hệ thống đại học Georgia. Là sân nhà của đội tuyển bóng bầu dục của Đại học Georgia, Sân vận động Georgia cũng là một địa điểm tổ chức sự kiện, ví dụ như lễ tốt nghiệp của trường và là nơi đăng cai tổ chức bóng đá nam và nữ vào Thế vận hội Mùa hè 1996.

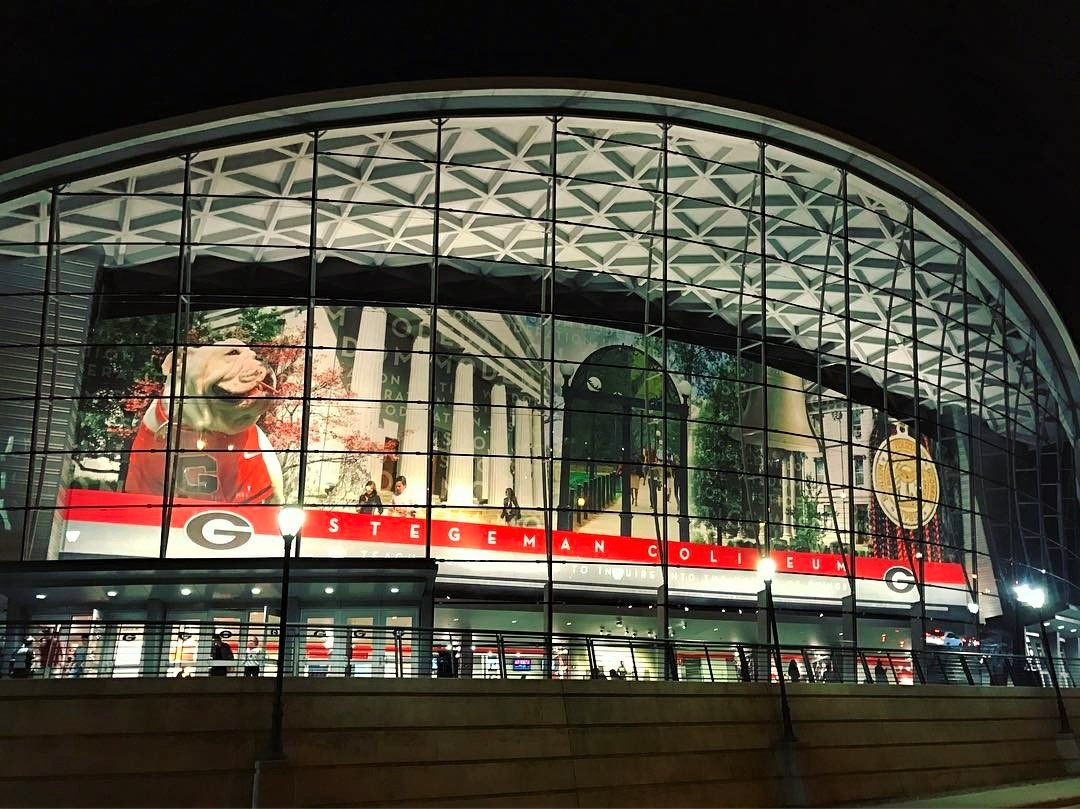
Đấu trường Stegeman là nơi đăng cai Thế vận hội Mùa hè 1996.

Những cơ sở vật chất thể thao khác của Đại học Georgia nằm trên Khuôn viên phía Nam, gồm có Sân bóng chày Foley, Butts–Mehre Heritage Hall, Sân tập Woodruff, Cơ sở thể thao trong nhà William Potter, Đấu trường Stegeman, Cơ sở huấn luyện Stegeman và Sân chạy Spec Towns. Đấu trường Stegeman là một trong những cơ sở bóng rổ, thể dục dụng cụ và bóng chuyền lâu đời nhất của Nam Hoa Kỳ, được xây dựng vào năm 1964. Sân vận động được đặt tên theo cựu huấn luyện viên bóng bầu dục Herman J. Stegeman và có sức chứa 10.523 người.

## Học thuật

### Tuyển sinh đại học
Là một trường đại học công lập của Georgia, Đại học Georgia tự động nhận học những thủ khoa, á khoa tốt nghiệp từ các trường trung học ở Georgia. Trong số sinh viên niên khóa 2022 - 2026, 1.001 sinh viên là thủ khoa hoặc á khoa tại trường trung học của họ và đa số nằm trong 10% có điểm số cao nhất; điểm trung bình của một sinh viên nhập học Đại học Georgia là 4,13. Trong năm học 2020-2021, 69 sinh viên năm nhất nhận được Học bổng Ưu tú Quốc gia.
Trong kì tuyển sinh năm 2022, có 39.615 hồ sơ tuyển sinh, 16.729 sinh viên được tuyển và hơn 6.200 sinh viên chọn nhập học. Khoảng giữa 50% trong phổ điểm SAT của sinh viên nhập học là 1340-1480 trên 1600 (trung bình là 1410), trong phổ điểm ACT là 31-34 trên 36 (trung bình là 32.5). Đối với sinh viên trong Học viện Danh dự thì phổ điểm SAT là 1510-1550 (trung bình là 1530), phổ điểm ACT là 34-35 (trung bình là 34.5). Báo cáo Đánh giá Sinh viên ACT đánh giá tuyển sinh của Đại học Georgia là "có tính chọn lọc rất cao".
Số lượng sinh viên nhập học đến từ tất cả 50 bang và 57 nước trên khắp thế giới. Trong số sinh viên niên khóa 2020 - 2024, 15% đến từ những bang khác, 10 bang có nhiều sinh viên nhập học nhất (ngoài Georgia) là California, Florida, Maryland, New Jersey, New York, North Carolina, Pennsylvania, South Carolina, Texas và Virginia.
| | 2021             | 2020             | 2019             | 2018             | 2017             | 2016         |
| --- | ---------------- | ---------------- | ---------------- | ---------------- | ---------------- | ------------ |
| Số lượng hồ sơ | 39.090           | 28.024           | 29.065           | 26.027           | 24.165           | 22.694       |
| Số lượng tuyển sinh | 15.689           | 13.549           | 13.261           | 12.659           | 13.052           | 12.232       |
| Tỷ lệ tuyển sinh | 40.1             | 48.3             | 45.6             | 48.6             | 54.0             | 53,9         |
| Số lượng nhập học | 5.819            | 5.646            | 5.499            | 5.727            | 5.826            | 5.433        |
| Tỷ lệ nhập học | 37,1             | 41,7             | 41,5             | 45,2             | 44,6             | 44,4         |
| Điểm tổng hợp ACT* (trên 36) | 28-32 (31%†)     | 27-32 (63%†)     | 27-32 (63%†)     | 27-32 (67%†)     | 26-31 (74%†)     | 26-31 (72%†) |
| Điểm tổng hợp SAT* (trên 1600) | 1280-1430 (36%†) | 1220-1390 (68%†) | 1240-1400 (70%†) | 1240-1410 (69%†) | 1200-1370 (68%†) | -            |
| * 50% giữa phổ điểm † tỷ lệ sinh viên năm nhất nộp điểm\| Do COVID-19, Đại học Georgia không yêu cầu nộp điểm SAT và ACT vào năm 2021. |                  |                  |                  |                  |                  |              |

### Giảng dạy
Đại học Georgia có tỷ lệ giảng viên - sinh viên là 17:1. 46% số lớp học có ít hơn 20 sinh viên. Tỷ lệ giữ chân sinh viên năm nhất trung bình là 95%.
Trong các trường đại học công lập tại Hoa Kỳ, Đại học Georgia là một trong ba trường có sinh viên nhận Học bổng Rhodes nhiều nhất trong hai thập kỷ qua: tính đến năm 2020, 25 sinh viên Đại học Georgia đã nhận được Học bổng Rhodes. Sinh viên Đại học Georgia cũng đã nhận được nhiều học bổng danh giá khác: 140 Học bổng Fullbright, 57 Học bổng Goldwater, 44 Học bổng Boren, 19 Học bổng Udall, sáu Học bổng Gates Cambridge, bốn Học bổng Schwarzman, ba Học bổng Mitchell, ba Học bổng Carnegie, hai Học bổng Soros, hai Học bổng Beinecke, một Học bổng Knight-Hennessy, một Học bổng Churchill và một Giải MacArthur. Đại học Georgia là một trong bảy trường đại học Hoa Kỳ có sinh viên nhận được cả ba học bổng toàn quốc của Hoa Kỳ: Goldwater, Truman và Udall.

### Trung tâm Cơ hội Nghiên cứu Sinh viên
Trung tâm Cơ hội Nghiên cứu Sinh viên hỗ trợ sinh viên tham gia nghiên cứu với giáo sư bất kể chuyên ngành hay điểm trung bình.

### Du học

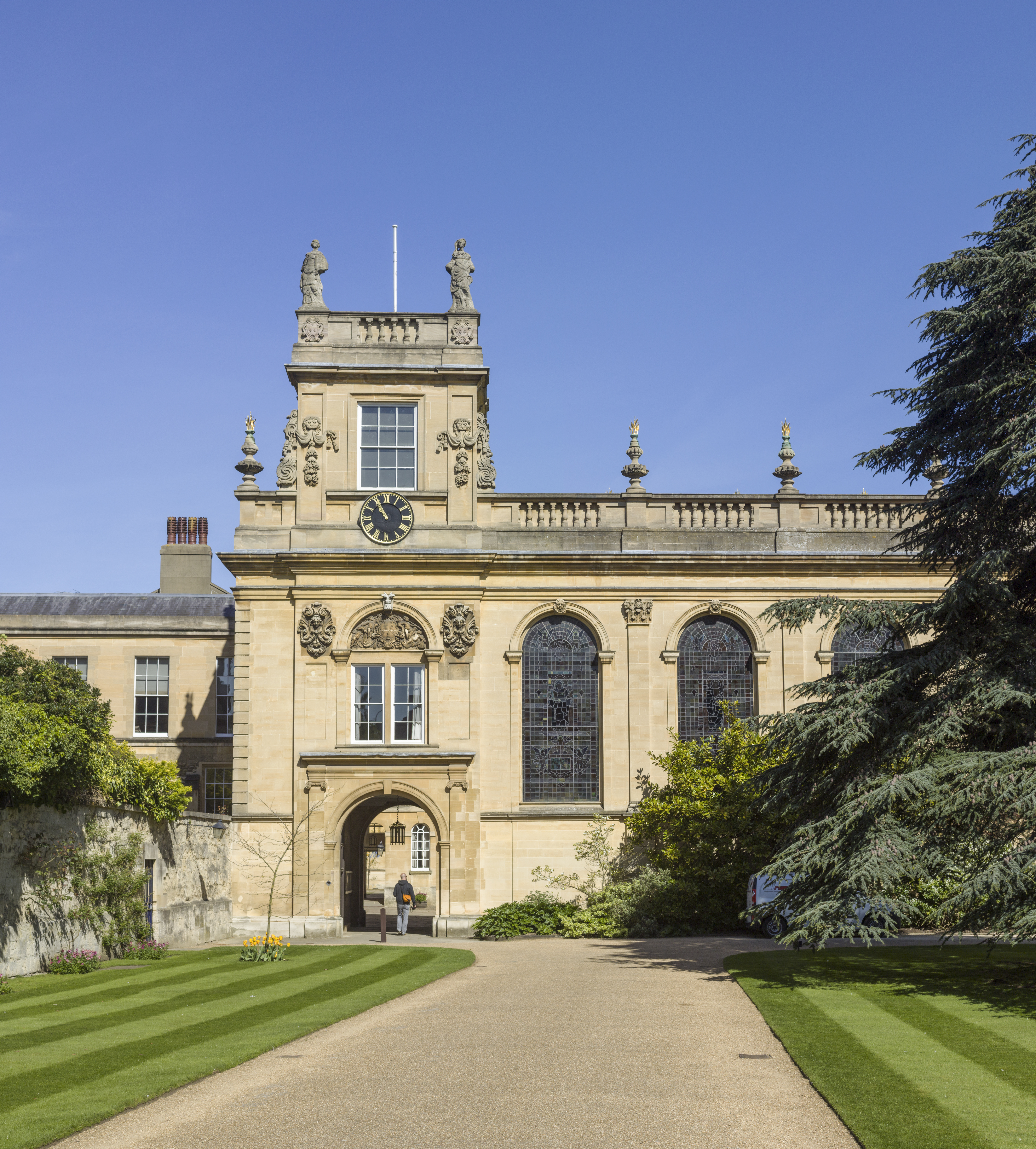
Sinh viên Đại học Georgia trú ở Trinity College trong thời gian du học ở Đại học Oxford

Đại học Georgia là một trong những trường đại học tại Hoa Kỳ có nhiều sinh viên đi du học nhất, với hơn 100 chương trình du học tại 70 quốc gia. 25% số lượng sinh viên của trường tham gia một chương trình du học trước khi tốt nghiệp. Trường có chương trình du học trên mọi lục địa, kể cả Nam Cực.

### Hạng đại học
Năm 2022-2023, U.S. News & World Report xếp hạng Đại học Georgia thứ 49 trong 443 trường đại học của Hoa Kỳ, thứ 30 về đổi mới sáng tạo và thứ 16 trong 227 trường đại học công lập. Năm 2019-2020, Trung tâm Xếp hạng Đại học Thế giới xếp hạng Đại học Georgia trong 20% đầu trong số 1.000 trường đại học được xếp hạng trên khắp thế giới. Đại học Georgia được liệt kê là một "trường Ivy công lập" trong Sách chỉ dẫn của Greene, "có thể cạnh tranh với những trường đại học Ivy về học thuật ... thu hút những giảng viên nổi tiếng và tuyển những sinh viên thông minh nhất". Princeton Review đánh giá Đại học Georgia là một trong "10 trường đại học công lập tốt nhất" dựa trên chất lượng đào tạo, học phí và học bổng. Niche cho Đại học Georgia điểm A+, xếp hạng thứ 5 về đời sống sinh viên, thứ 10 về khuôn viên trường, thứ 13 về đồ ăn, thứ 14 trong số 132 trường đại học lớn và thứ 14 trong số 668 trường đại học công lập của Hoa Kỳ.
| Hạng Đại học             | Hạng Đại học |
| Quốc gia                 | Quốc gia     |
| ------------------------ | ------------ |
| ARWU                     | 63–89        |
| Forbes                   | 69           |
| U.S. News & World Report | 47           |
| Washington Monthly       | 93           |
| Toàn cầu                 |              |
| ARWU                     | 201–300      |
| QS                       | 601-650      |
| Times                    | 351-400      |
| U.S. News & World Report | 303          |

| Khoa học sinh học    | 46  |
| Kinh doanh           | 33  |
| Hóa học              | 59  |
| Tâm lý học lâm sàng  | 43  |
| Tin học              | 102 |
| Khoa học trái đất    | 90  |
| Kinh tế học          | 55  |
| Giáo dục             | 37  |
| Kỹ thuật             | 119 |
| Ngôn ngữ Anh         | 51  |
| Mỹ thuật             | 32  |
| Lịch sử              | 44  |
| Luật                 | 20  |
| Toán học             | 55  |
| Dược                 | 24  |
| Vật lý               | 91  |
| Chính trị học        | 45  |
| Tâm lý học           | 75  |
| Quan hệ đối ngoại    | 6   |
| Y tế công cộng       | 46  |
| Công tác xã hội      | 22  |
| Xã hội học           | 47  |
| Bệnh lý học ngôn ngữ | 45  |
| Thống kê             | 61  |
| Thú y                | 10  |

| Khoa học nông nghiệp              | 74  |
| Nghệ thuật và nhân văn            | 217 |
| Sinh học và hóa sinh              | 142 |
| Hóa học                           | 344 |
| Y học lâm sàng                    | 480 |
| Kinh tế học và kinh doanh         | 117 |
| Môi trường / Sinh thái            | 90  |
| Khoa học địa chất                 | 220 |
| Miễn dịch học                     | 172 |
| Vi sinh vật học                   | 42  |
| Sinh học phân tử và di truyền học | 109 |
| Khoa học thần kinh và hành vi     | 352 |
| Khoa học thực vật và động vật     | 30  |
| Tâm thần học / Tâm lý học         | 151 |
| Khoa học xã hội và y tế công cộng | 99  |

## Nghiên cứu

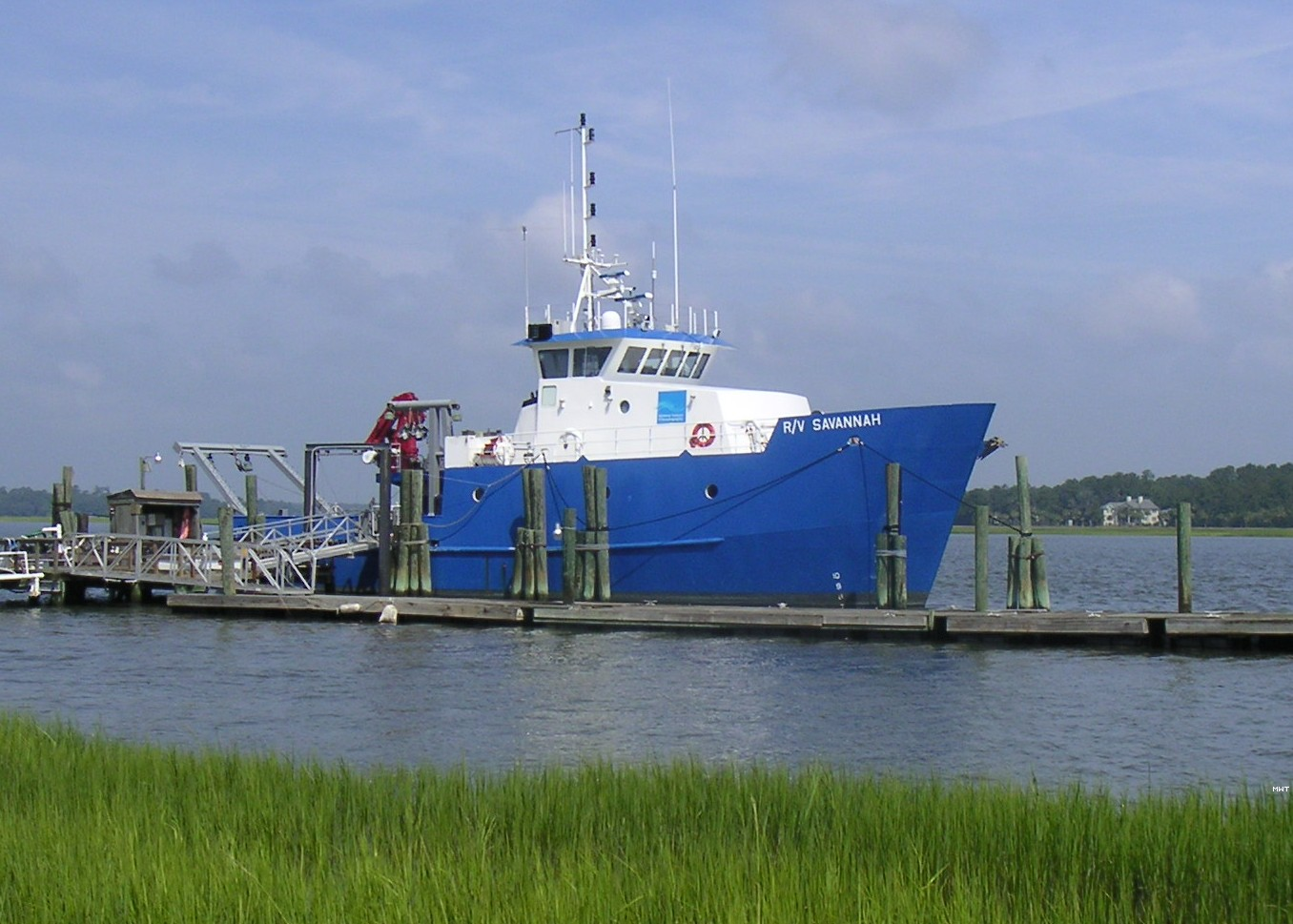
Tàu nghiên cứu R/V Savannah tại Viện Hải dương học Skidaway

Đại học Georgia được xếp loại "Loại 1: Đại học tiến sĩ - hoạt động nghiên cứu rất cao" với các chương trình tiến sĩ "toàn diện" về nghệ thuật, khoa học, kỹ thuật, luật và y học. Theo Quỹ Khoa học Quốc gia, Đại học Georgia chi 453 triệu đô la Mỹ cho nghiên cứu, phát triển vào năm 2018, đứng thứ 57 trong nước. Năm 2020, Đại học Georgia chi 495 triệu đô la Mỹ cho nghiên cứu khoa học. Từ năm 2013, Đại học Georgia đã tăng ngân sách nghiên cứu, phát triển 41%.
Đại học Georgia đã cho ra hơn 850 sản phẩm trên thị trường. Năm 2020, trường đứng đầu trên danh sách các trường đại học tại Hoa Kỳ về số lượng sản phẩm trên thị trường bắt nguồn từ nghiên cứu của trường. Quỹ Nghiên cứu Đại học Georgia sở hữu hơn 684 bằng sáng chế Hoa Kỳ và quốc tế. Tính đến năm 2021, hơn 200 công ty khởi nghiệp đã được thành lập từ Đại học Georgia.
Tháng 11 năm 2018, Đại học Georgia triển khai nhiều dự án nghiên cứu với một nguồn tài trợ 3 triệu đô la Mỹ từ Quỹ Khoa học Quốc gia, bao gồm một dự án cải tiến chương trình giáo dục khoa học của trường. Năm 2021, trường khánh thành tòa nhà phức hợp I-STEM dành cho nghiên cứu, giảng dạy khoa học.

## Đời sống sinh viên
| Chủng tộc                          | Tổng cộng | Tổng cộng |
| ---------------------------------- | --------- | --------- |
| Người Mỹ da trắng                  | 69        | 69%       |
| Người Mỹ gốc Á                     | 11        | 11%       |
| Người Mỹ gốc Phi                   | 9         | 9%        |
| Người Mỹ gốc Latinh và Tây Ban Nha | 7         | 7%        |
| Chủng tộc khác                     | 5         | 5%        |
| Du học sinh                        | 1         | 1%        |
| Tình hình tài chính                |           |           |
| Thu nhập thấp                      | 17        | 17%       |
| Thu nhập cao                       | 83        | 83%       |

Đại học Georgia có gần 800 tổ chức sinh viên đăng ký chính thức, là một phần thiết yếu của đời sống sinh viên.

### Ký túc xá
Ký túc xá của Đại học Georgia được chia thành bảy khu: Brumby, Russell, Creswell, Hill, Myers, Reed và Làng Khuôn viên phía Đông.
Brumby, Creswell và Russell là ba ký túc xá lớn nhất của trường, mỗi ký túc xá có sức chứa khoảng 1.000 sinh viên, nằm trên đường Baxter trong Khuôn viên phía Tây. Ba ký túc xá này có biệt danh là "cao tầng năm nhất" cho chủ yếu sinh viên năm nhất ở. Khu Hill gồm có sáu ký túc xá ở Khuôn viên phía Tây: Church; Hill; Lipscomb; Mell; Boggs; và Tucker.
Khu Myers gồm có bốn ký túc xá xung quanh một cái sân ở Khuôn viên phía Nam: Myers, Rutherford, Mary Lyndon và Soule (chỉ dành cho nữ sinh). Khu Reed gồm có bốn ký túc xá nam lẫn nữ tại Khuôn viên Trung tâm và Khuôn viên phía Bắc: Morris, Payne, Reed và Tòa nhà 1516. Làng Khuôn viên phía Đông gồm có bốn ký túc xá nam lẫn nữ: Busbee, McWhorter, Rooker và Vandiver.

### Sinh hoạt hội nam sinh và nữ sinh
Đại học Georgia có một trong những hệ thống hội nam sinh, nữ sinh lâu đời nhất ở các trường đại học Nam Hoa Kỳ. Trường có một số hội kín, ví dụ như Palladia và Gridiron.
Năm 1865, chi hội Sigma Alpha Epsilon là hội nam sinh đầu tiên được thành lập tại Đại học Georgia. Năm 1921, chi hội Phi Mu là hội nữ sinh đầu tiên được thành lập tại trường. Năm 2019, 20% số nam sinh và 31% số nữ sinh của Đại học Georgia tham gia các hội nam sinh, nữ sinh.

### Truyền thông sinh viên
The Red & Black (R&B) là tờ nhật báo độc lập của Đại học Georgia, ấn phẩm sinh viên lớn nhất của Georgia và tờ báo lớn thứ mười của Georgia. Tờ báo được thành lập từ năm 1893 và được cấp quy chế hoạt động độc lập từ năm 1980. Số báo đầu tiên được xuất bản vào ngày 24 tháng 11 năm 1893. Tờ báo là một trong số ít những tờ báo sinh viên có tự chủ tài chính nhờ chạy quảng cáo. Năm 2012, Princeton Review xếp hạng R&B thứ 10 trong danh sách các tờ báo sinh viên xuất sắc nhất.

## Thể thao

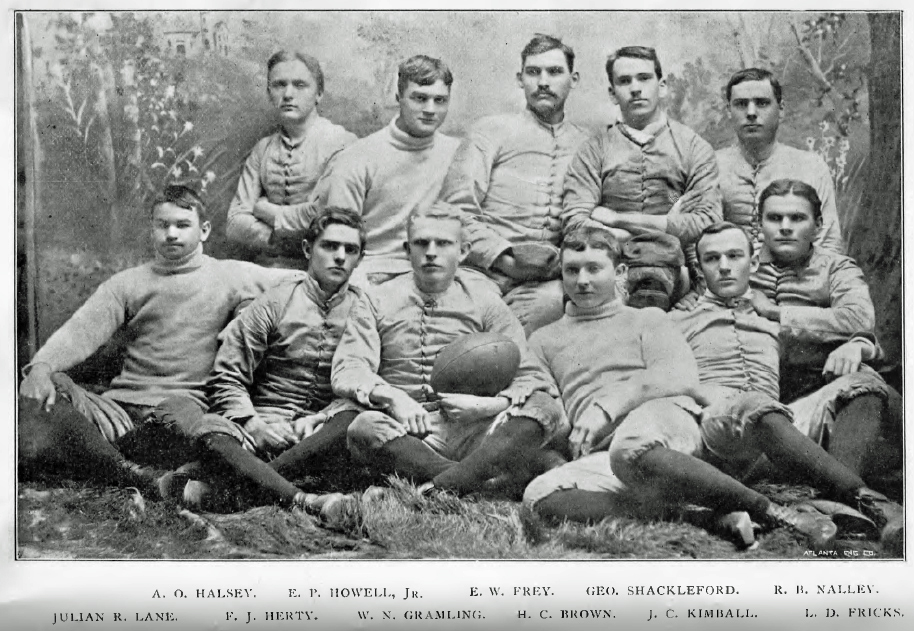
Đội bóng bầu dục đầu tiên của Đại học Georgia, năm 1892.

Đội tuyển thể thao của Đại học Georgia thi đấu trong Cấp bậc I của Hiệp hội Thể thao Đại học Quốc gia Hoa Kỳ và là thành viên của Liên minh Đông Nam. Trường đã giành chức vô địch quốc gia hai lần trong bóng bầu dục, thể dục dụng cụ nữ, cưỡi ngựa nữ, bóng chày, quần vợt nam và nữ, golf nam và nữ, điền kinh trong nhà và ngoài trời và bơi lặn nữ. Đội thể dục dụng cụ nữ của Đại học Georgia có tổng cộng 10 chức vô địch, đứng đầu trong Hiệp hội Thể thao Đại học Quốc gia Hoa Kỳ, vô địch liên tiếp năm lần từ năm 2005 đến năm 2009.

### Thế vận hội Mùa hè 1996

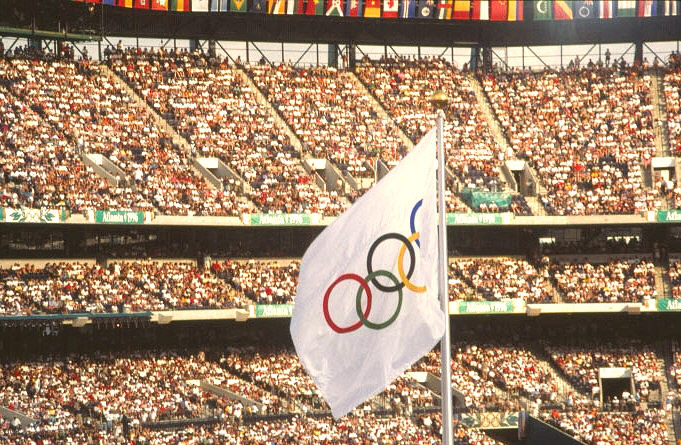
Lá cờ Olympic tại Thế vận hội Mùa hè 1996 ở Đại học Georgia

Đại học Georgia đóng vai trò quan trọng trong việc Atlanta được đăng cai tổ chức Thế vận hội Mùa hè 1996. Trường tiến hành phần lớn các đánh giá sơ bộ về lợi ích kinh tế của việc tổ chức Thế vận hội tại Atlanta và là địa điểm đăng cai tổ chức những môn thể thao Olympic. Ý tưởng đăng cai tổ chức Thế vận hội Mùa hè 1996 khởi nguồn vào năm 1987 từ William Payne, một cựu cầu thủ bóng bầu dục của Đại học Georgia. Thị trưởng Atlanta Andrew Young ủng hộ ý tưởng của Payne và vận động các doanh nghiệp địa phương, Ủy ban Olympic Hoa Kỳ và Ủy ban Olympic Quốc tế tán thành phương án. Sân vận động Sanford được cải tạo tạm thời thành một sân bóng đá và hàng cây thủy lạp bao quanh sân bị cắt bỏ. Sân vận động Sanford là nơi tổ chức vòng chung kết môn bóng đá nam và nữ, còn Đấu trường Stegeman thì là địa điểm tổ chức môn bóng chuyền. Đội tuyển cưỡi ngựa của Hoa Kỳ tập luyện tại Đại học Georgia.

## Truyền thống

### Màu trường

Logo thể thao Đại học Georgia

Ban đầu màu trường của Đại học Georgia là vàng đậm, đỏ thẫm và đen nhưng Học viện Công nghệ Georgia cũng chọn màu vàng đậm làm màu trường vào năm 1891. Sau trận bóng bầu dục giữa hai trường vào năm 1893, Hiệu trưởng Đại học Georgia Charles Herty tuyên bố bỏ màu vàng đậm, gọi nó là màu hèn nhát. Từ đó đến nay, màu trường của Đại học Georgia là đỏ thẫm và đen.

### Linh vật

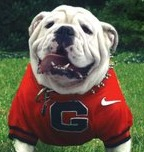
Uga VI, linh vật chính thức của Georgia Bulldogs 1999–2008

Chó bò Anh là linh vật của đội tuyển thể thao Đại học Georgia và đã xuất hiện bên lề các sự kiện thể thao của trường từ đầu thế kỷ 19. Quyết định chọn chó bò Anh làm linh vật trường bắt nguồn từ ảnh hưởng của Đại học Yale đối với sự hình thành của Đại học Georgia: linh vật của Yale là chó bò Anh, hiệu trưởng đầu tiên của Đại học Georgia cũng là cựu sinh viên của Yale. Biệt danh "Georgia Bulldogs" của đội tuyển thể thao trường xuất hiện lần đầu tiên trong một bài báo trên tờ báo Atlanta Journal-Constitution vào ngày 3 tháng 11 năm 1920 về trận hòa 0-0 giữa Đại học Georgia và Đại học Virginia.

### Chuông nhà nguyện

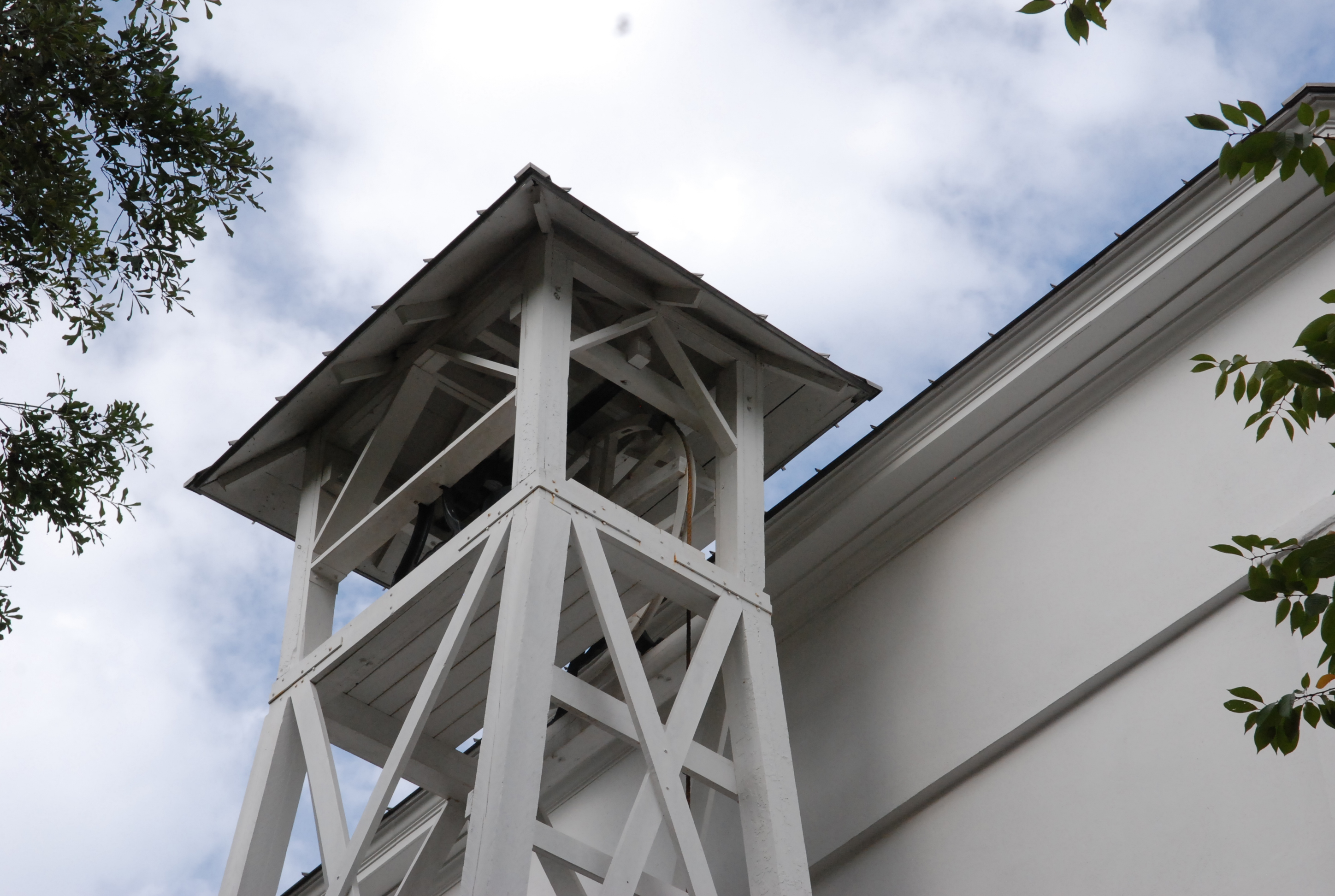
Việc rung chuông nhà nguyện là một truyền thống của sinh viên, cựu sinh viên Đại học Georgia

Chuông nhà nguyện tại Khuôn viên phía Bắc là một di tích lâu đời của Đại học Georgia. Nhà nguyện được xây dựng vào năm 1832 trong thời kỳ đạo Tin Lành thịnh hành trong khu vực xung quanh trường và là nơi tập trung sinh hoạt sinh viên. Hằng ngày sinh viên phải đến nhà nguyện đi lễ. Ngoài ra, nhà nguyện là nơi tổ chức các buổi lễ của trường như lễ tốt nghiệp, chuông nhà nguyện được rung vào lễ khai giảng và bế giảng.
Từ thập niên 1890 hình thành truyền thống rung chuông nhà nguyện mỗi khi đội tuyển thể thao của trường thắng cuộc. Khi đội tuyển còn thi đấu tại Sân Herty chỉ cách nhà nguyện một vài mét thì sinh viên năm nhất buộc phải rung chuông đến nửa đêm để ăn mừng chiến thắng của trường. Chuông nhà nguyện cũng được dùng cho các sự kiện của trường, đám cưới và các lễ tưởng niệm. Ví dụ: chuông được rung nhằm tưởng niệm các nạn nhân của vụ tấn công khủng bố ngày 11 tháng 9 và vụ xả súng trường tiểu học Sandy Hook năm 2012.

### Cổng vòm

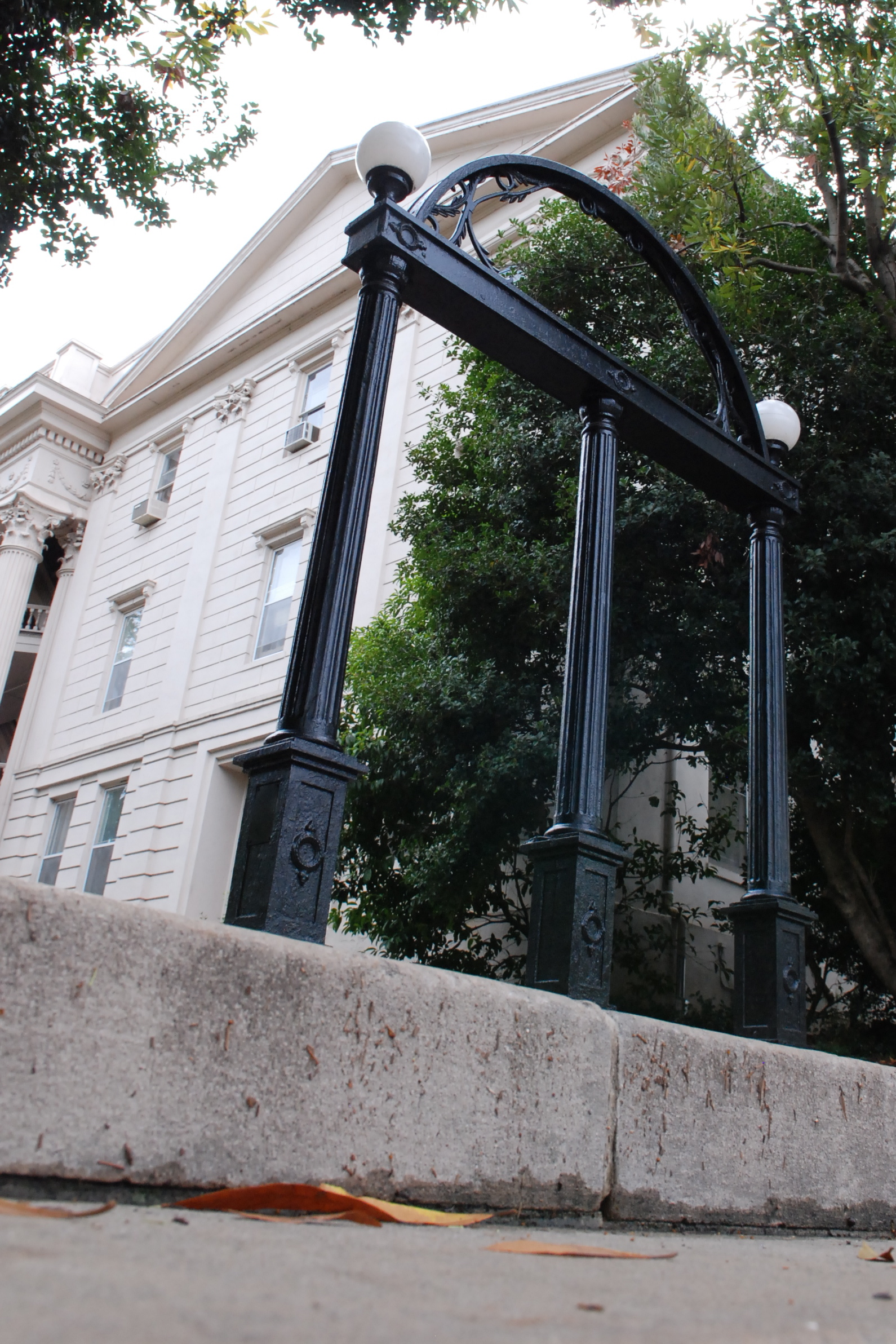
Cổng vòm

Năm 1857, Đại học Georgia cho đúc một cổng vòm bằng gang phỏng theo cái ấn của Georgia và đặt tại Khuôn viên phía Bắc làm cổng vào của trường. Ngoài ý nghĩa tượng trưng, cổng vòm được nối với một hàng rào từng được lắp để ngăn bò đi vào khuôn viên trường. Hiện tại, cổng vòm là biểu tượng chính thức của Đại học Georgia. Từ đầu thế kỷ 20 hình thành truyền thống sinh viên chỉ được đi qua cổng vòm sau khi đã nhận bằng tốt nghiệp, tục truyền sinh viên nào mà đi qua trước buổi lễ tốt nghiệp thì sẽ lưu ban mãi mãi. Người khởi xướng truyền thống này là Daniel Huntley Redfearn thuộc niên khóa 1906 - 1910, anh thề không đi qua cổng vòm cho đến khi tốt nghiệp. Một giáo sư của anh nghe được lời thề này và truyền lại cho lớp của ông, từ đó phổ biến đến toàn trường. Có thể thấy sức sống của truyền thống này trong những dấu mòn xung quanh cổng vòm trên những bậc thang bằng bê tông.

## Cựu sinh viên nổi tiếng

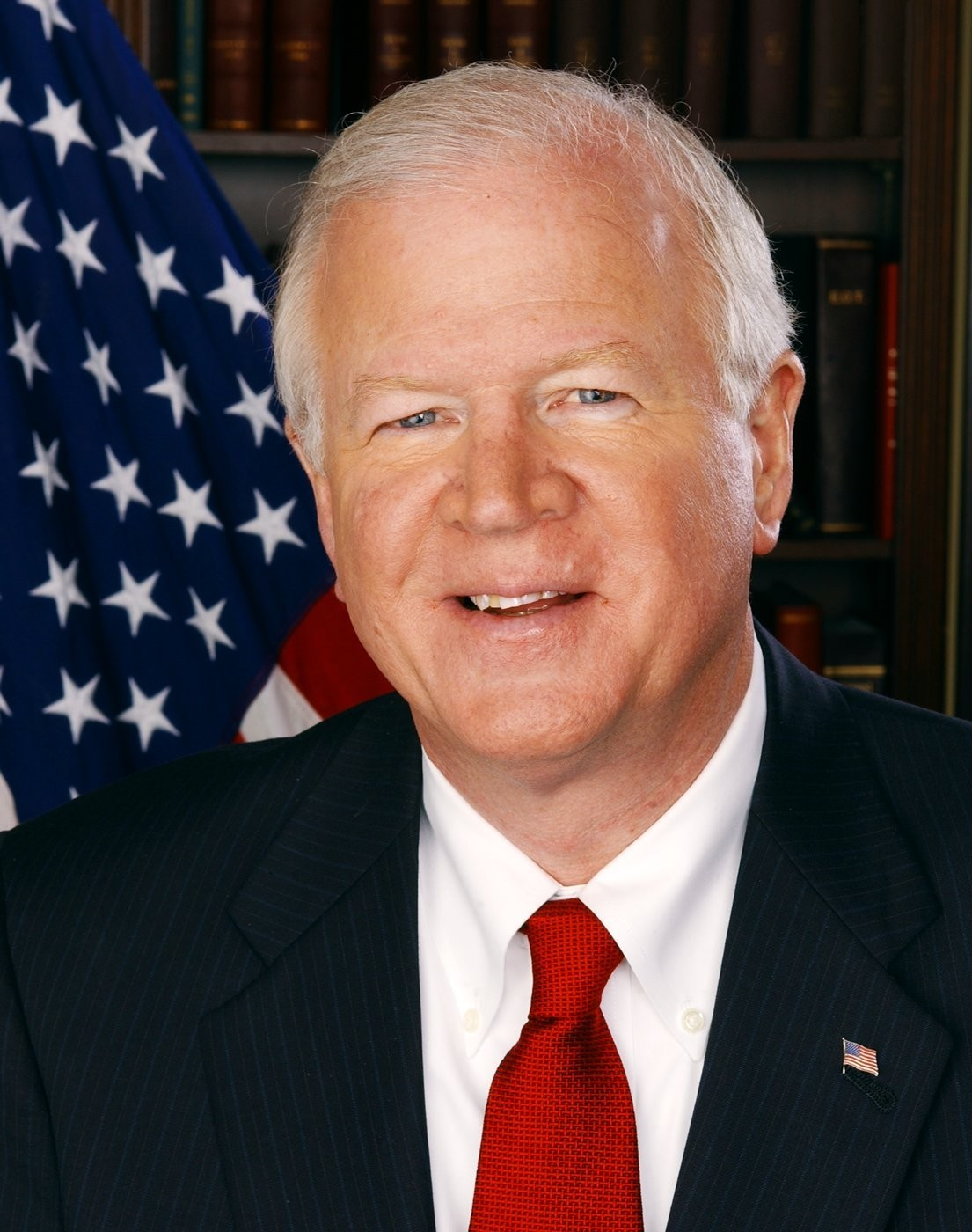
Thượng nghị sĩ Hoa Kỳ Saxby Chambliss

Trong số cựu sinh viên của Đại học Georgia có hơn 110 nghị sĩ nghị viện bang, Quốc hội Hoa Kỳ, 70 thẩm phán liên bang và vô số thẩm phán tòa án tối cao bang, quan chức chính phủ và đại sứ. Những cựu sinh viên nổi tiếng bao gồm quyền Bộ trưởng Tư pháp Hoa Kỳ Sally Yates, Ertharin Cousin, một thẩm phán Tòa án tối cao Hoa Kỳ và chủ tịch Thượng viện tạm quyền Richard B. Russell Jr. 25 cựu sinh viên đã trở thành thống đốc Georgia, bao gồm sáu trong bảy thống đốc gần đây nhất: George Busbee, Joe Frank Harris, Zell Miller, Roy Barnes, Sonny Perdue và Brian Kemp. Những cựu sinh viên từng giữ chức vụ cao trong chính quyền bao gồm nguyên thủ tướng Yemen Abdul Karim al-Iryani, thiếu tướng Lục quân Hoa Kỳ Lloyd D. Brown, là sư đoàn trưởng của Sư đoàn bộ binh 28 trong Chiến tranh thế giới thứ hai, William Tapley Bennett Jr., là đại sứ Hoa Kỳ tại Cộng hòa Dominica, NATO, Hội đồng Bảo an Liên Hợp Quốc, Randy Evans, là đại sứ Hoa Kỳ tại Luxembourg, đại tướng Không quân Hoa Kỳ Eugene E. Habiger, là tổng tư lệnh của Bộ Tư lệnh Chiến lược Hoa Kỳ từ năm 1996 đến năm 1998 và Từ Thuận Toàn, là tổng thư ký của Đảng Dân chủ Singapore.
Nhiều nhân vật trong lĩnh vực đầu tư, ngân hàng là cựu sinh viên Đại học Georgia: Eugene R. Black Sr. là chủ tịch Ngân hàng Thế giới từ năm 1949 đến năm 1963; Eugene Robert Black là chủ tịch Hội đồng Thống đốc Cục Dự trữ Liên bang Hoa Kỳ; Robert D. McTeer là giám đốc Ngân hàng Dự trữ Liên bang Hoa Kỳ chi nhánh Dallas. Trong giới kinh doanh, Bernard Ramsey là giám đốc của công ty Merrill, Daniel P. Amos là giám đốc điều hành của Aflac, M. Michele Burns là thành viên hội đồng quản trị Walmart, Cisco và Goldman Sachs, Pete Correll là chủ tịch của Georgia-Pacific.
Cựu sinh viên Đại học Georgia đã có những đóng góp quan trọng cho lĩnh vực báo chí và truyền thông. Henry W. Grady là tổng biên tập The Atlanta Journal-Constitution, Clark Howell là một phóng viên nhận được Giải Pulitzer và kế nhiệm Grady làm tổng biên tập, tên của hai người được đặt cho Trường Báo chí và một tòa nhà của trường. Charlayne Hunter-Gault là một cựu phóng viên của tờ The New York Times và CNN đã nhận được nhiều Giải Emmy và Giải Peabody. Deborah Blum là một tác giả, nhà báo, nhà văn khoa học, giáo sư ở Viện Công nghệ Massachusetts đã nhận được Giải Pulitzer, nổi tiếng với những phóng sự về thám hiểm không gian và Chiến tranh Vùng Vịnh. Pat Mitchell là một nhà sản xuất truyền hình, giáo sư, tác giả từng làm việc ở NBC, nơi cô là người phụ nữ đầu tiên sản xuất, dẫn một chương trình quốc gia.

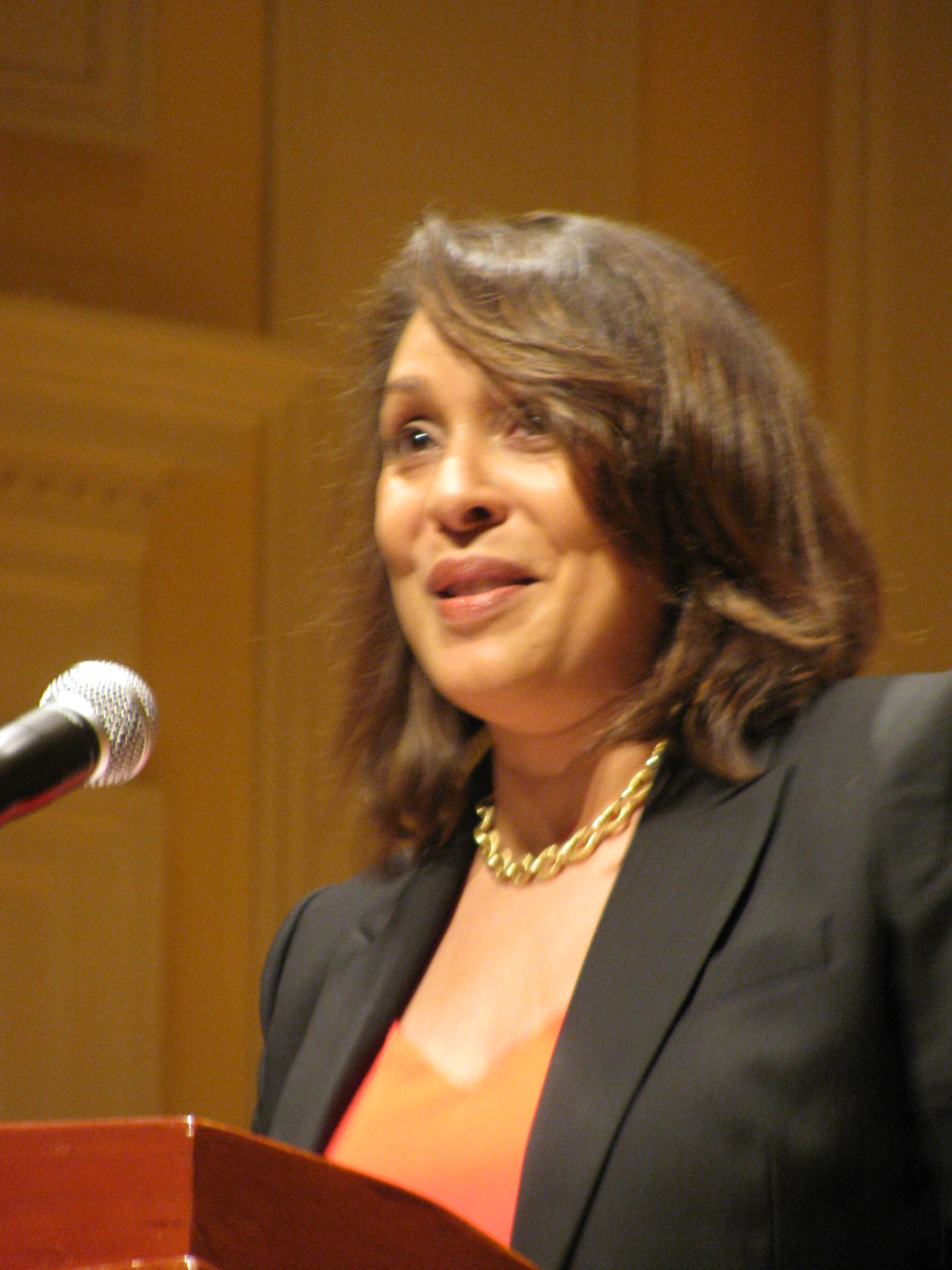
Natasha Tretheway, Cố vấn về thơ cho Thư viện Quốc hội

Tổng cộng chín cựu sinh viên Đại học Georgia đã nhận được Giải Pulitzer, ví dụ như Natasha Tretheway, bà được trao Giải Pulitzer Thơ vào năm 2007 và được bổ nhiệm làm Cố vấn về thơ cho Thư viện Quốc hội vào năm 2012 và năm 2014. Những cựu sinh viên nổi tiếng khác hoạt động trong xuất bản bao gồm Tom Johnson, chủ báo của tờ Los Angeles Times, Sherrilyn Kenyon, tác giả của hơn 100 cuốn tiểu thuyết và Stuart Woods, tác giả của hơn 60 cuốn sách.
Những cựu sinh viên trong ngành âm nhạc bao gồm hai thành viên Dave Haywood và Charles Kelley của ban nhạc Lady A. Một số cựu sinh viên nổi tiếng trong ngành điện ảnh, truyền hình và phát thanh có thể kể tên Kim Basinger, một nữ diễn viên đã nhận được Giải thưởng Điện ảnh Viện Hàn lâm Vương quốc Liên hiệp Anh, Giải Quả cầu vàng, Giải Nghiệp đoàn Diễn viên Màn ảnh và Giải Oscar cho nữ diễn viên phụ xuất sắc nhất, Kyle Chandler và Ryan Seacrest.